# Liste der Lieder von Udo Lindenberg
Diese Liste umfasst alle von Udo Lindenberg veröffentlichte Lieder. Die Angaben beziehen sich immer auf die Erstveröffentlichung, die Credits richten sich nach den offiziellen Angaben auf dem jeweiligen Tonträger sowie der Website.

## Eigene Veröffentlichungen
| Titel                                                                 | Komponist | Autor                                                                                                  | Versionen | Album                                                                      | Jahr | Anmerkungen |
| --------------------------------------------------------------------- | --- | --- | --- | -------------------------------------------------------------------------- | ---- | --- |
| 0-Rhesus-Negativ                                                      | Udo Lindenberg | Udo Lindenberg                                                                                         | - 0-Rhesus-Negative (engl. Version, 1976) - Rhesus-Negatief (niederländische Version, 1978) - Live (1978) - Unplugged (2011)                                                      | Votan Wahnwitz                                                             | 1975 | |
| 14 oder 40                                                            | Hendrik Schaper | Udo Lindenberg                                                                                         | | Bunte Republik Deutschland                                                 | 1989 | |
| 16 Jahr                                                               | Pascal Auriat | Eckart Hachfeld, Udo Lindenberg                                                                        | | Bunte Republik Deutschland                                                 | 1989 | |
| 98 Luftballons                                                        | Carlo Karges, Jörn-Uwe Fahrenkrog-Petersen | Udo Lindenberg                                                                                         | | Feuerland                                                                  | 1987 | Coverversion von 99 Luftballons von Nena mit verändertem Text |
| 1990                                                                  | Jean-Jacques Kravetz, Udo Lindenberg | Jean-Jacques Kravetz, Udo Lindenberg                                                                   | - Live (1978) | Galaxo Gang                                                                | 1976 | |
| Affenstern                                                            | Dave King, Udo Lindenberg | Dave King, Udo Lindenberg                                                                              | | Udopia                                                                     | 1981 | |
| Airport (Dich wiederseh…)                                             | Udo Lindenberg | Udo Lindenberg                                                                                         | | CasaNova                                                                   | 1988 | |
| Ali                                                                   | Dave King, Passmann, Steffi Stephan, Udo Lindenberg                                                                                            | Dave King, Passmann, Steffi Stephan, Udo Lindenberg                                                    | | Udopia                                                                     | 1981 | |
| Ali 2 (Naziland ist abgebrannt)                                       | Udo Lindenberg | Udo Lindenberg, Angelina Maccarone                                                                     | | Ich will dich haben                                                        | 1990 | |
| Alkoholmädchen                                                        | Udo Lindenberg | Udo Lindenberg                                                                                         | | Daumen im Wind                                                             | 1972 | |
| All My Love Girl                                                      | | | | Das 1. Vermächtnis ... 50 Songs aus 30 Jahren                              | 2000 | |
| All She Left Was The Old Procol-Harum-Record                          | Udo Lindenberg | Udo Lindenberg                                                                                         | | I Make You Feel Good                                                       | 1976 | & das Waldemar Wunderbar Syndikat |
| Alles das bist du für mich                                            | Hendrik Schaper | Udo Lindenberg                                                                                         | | Unter die Haut.                                                            | 1991 | |
| Alles im Lot auf dem Riverboat                                        | Chris Herrmann | Udo Lindenberg, Werner Burkhardt                                                                       | - Live (1978) - Unplugged (2018) | Votan Wahnwitz                                                             | 1975 | |
| Alles klar auf der Andrea Doria                                       | Udo Lindenberg | Udo Lindenberg                                                                                         | - Live (1978, 1979) - Unplugged mit dem Panik-Orchester (2011) | Alles klar auf der Andrea Doria                                            | 1973 | |
| Alles was sie anhat                                                   | Peter Jem Seifert, Henrik Menzel, Martin Gallop, Daniel Flamm                                                                                  | Udo Lindenberg, Sera Finale, Daniel Flamm, Henrik Menzel, Jem Peter Seifert, Martin Gallop             | | MTV Unplugged 2 – Live vom Atlantik                                        | 2018 | Duett mit Deine Cousine |
| Americans in Europe                                                   | Dave King | Mike Thatcher, Udo Lindenberg                                                                          | - englische Version (1987) | Phönix                                                                     | 1986 | |
| Amiland                                                               | Udo Lindenberg | Udo Lindenberg                                                                                         | | Die deutsche Fußballnationalmannschaft – Far Away in America (Kompilation) | 1994 | |
| Angelika                                                              | Udo Lindenberg, Thomas Kretschmer | Udo Lindenberg, Thomas Kretschmer                                                                      | - Live (1979) | Dröhnland-Symphonie                                                        | 1978 | |
| Arschgesicht                                                          | Udo Lindenberg | Udo Lindenberg                                                                                         | | Und ewig rauscht die Linde                                                 | 1996 | |
| As Time Goes By                                                       | Herman Hupfeld, Max Steiner | Udo Lindenberg                                                                                         | | Der Detektiv – Rock Revue 2                                                | 1979 | Deutschsprachige Coverversion von As Time Goes By aus dem Film Casablanca                                                                                          |
| Astronaut                                                             | Jean-Jacques Kravetz | Udo Lindenberg                                                                                         | | Keule                                                                      | 1982 | |
| Auf heißer Spur                                                       | Udo Lindenberg | Udo Lindenberg                                                                                         | | Panische Zeiten                                                            | 1980 | |
| Augen in der Großstadt                                                | Bertram Engel, Carl Carlton, Jean-Jacques Kravetz, Steffi Stephan, Udo Lindenberg                                                              | Kurt Tucholsky                                                                                         | | Feuerland                                                                  | 1987 | Vertonung des Gedichts von Kurt Tucholsky |
| Baby, wenn ich down bin                                               | Udo Lindenberg | Udo Lindenberg                                                                                         | | Panische Zeiten                                                            | 1980 | |
| Baltimore                                                             | Randy Newman | Udo Lindenberg                                                                                         | | Der Detektiv – Rock Revue 2                                                | 1979 | Deutschsprachige Coverversion von Randy Newman |
| Bananenrepublik                                                       | Udo Lindenberg | Udo Lindenberg                                                                                         | | Sündenknall                                                                | 1985 | |
| Bananenrepublik 2018                                                  | Udo Lindenberg, Marten Laciny | Udo Lindenberg                                                                                         | | MTV Unplugged 2 – Live vom Atlantik                                        | 2018 | Neubearbeite Version mit zusätzlichem Text von Marteria |
| Bei uns in Spananien                                                  | Udo Lindenberg | Udo Lindenberg                                                                                         | | Keule                                                                      | 1982 | |
| Bel Ami                                                               | Theo Mackeben | Hans Fritz Beckmann                                                                                    | | Hermine                                                                    | 1988 | Coverversion, populär durch Lizzi Waldmüller |
| Belalım                                                               | Sezen Aksu | Zülfü Livaneli                                                                                         | & Sezen Aksu (Sude, Single CD, 1994) | Bunte Republik Deutschland                                                 | 1989 | |
| Benedictum – Benedactum                                               | Lukas Hilpert, Kieran Hilpert, Rudi Kaeding, A. Zabel                                                                                          | Udo Lindenberg                                                                                         | | Ich will dich haben                                                        | 1990 | |
| Benjamin                                                              | Peter Weihe, Curt Cress, Frank Ryan, Udo Lindenberg                                                                                            | Peter Weihe, Curt Cress, Frank Ryan, Udo Lindenberg                                                    | | Benjamin                                                                   | 1993 | |
| Berlin                                                                | Udo Lindenberg, Dave King | Udo Lindenberg, Dave King                                                                              | | Berlin (EP)                                                                | 1981 | |
| Berlin Light My Fire                                                  | Udo Lindenberg | Udo Lindenberg                                                                                         | | Der Exzessor                                                               | 1999 | |
| Bett-Män                                                              | Udo Lindenberg, Thomas Kretschmer, Karlheinz Freynik                                                                                           | Udo Lindenberg, Thomas Kretschmer, Karlheinz Freynik                                                   | | Dröhnland-Symphonie                                                        | 1978 | |
| Big Brother’s Töchter                                                 | Udo Lindenberg | Udo Lindenberg, Frank Dostal                                                                           | | Raritäten... & Spezialitäten                                               | 1998 | |
| Bin nur ein Jonny                                                     | Paul Abraham | Paul Abraham, A. Grünewald, F. Löhner-Beda                                                             | | Atlantic Affairs                                                           | 2002 | Coverversion von Paul Abraham, mit Helge Schneider am Saxophon |
| Biochemon                                                             | Udo Lindenberg, Michael Naura | Udo Lindenberg, Michael Naura                                                                          | | Daumen im Wind                                                             | 1972 | englisch |
| Bis ans Ende der Welt                                                 | Udo Lindenberg, Jean-Jacques Kravetz, Ulla Meinecke                                                                                            | Udo Lindenberg, Jean-Jacques Kravetz, Ulla Meinecke                                                    | - Orchesterfassung (mit dem Deutschen Filmorchester Babelsberg, 1997) - Unplugged (2011)                                                                                          | Dröhnland-Symphonie                                                        | 1978 | |
| Bist du vom KGB…?                                                     | Rainer Kipp | Udo Lindenberg                                                                                         | - Unplugged mit Maria Furtwängler (2018) | CasaNova                                                                   | 1988 | |
| Bist ’ne Frau und ich ein Mann (You’re A Lady)                        | Peter Skellern | Udo Lindenberg, Peter Skellern                                                                         | | B-Seite zu Wenn du durchhängst                                             | 2008 | Coverversion von Peter Skellern |
| Bitte keine Love Story                                                | Udo Lindenberg | Udo Lindenberg                                                                                         | | Ball Pompös                                                                | 1975 | |
| Blaues Auge                                                           | Tobias Kuhn | Sebastian Wehlings                                                                                     | | Stärker als die Zeit                                                       | 2016 | |
| Bodo Ballergek                                                        | Udo Lindenberg, Joost Nuissl | | | Geen paniek                                                                | 1978 | |
| Bodo Ballermann                                                       | Udo Lindenberg | Udo Lindenberg                                                                                         | - Bodo Ballegek (niederländische Version, 1978) - Live (1978) | Galaxo Gang                                                                | 1976 | |
| Body Building Braut                                                   | Karl Allaut, Udo Lindenberg | Udo Lindenberg, Chou Chou                                                                              | |                                                                            |      | |
| Boogie Woogie-Mädchen                                                 | Udo Lindenberg | Udo Lindenberg                                                                                         | - Live (1978, 1983) | n                                                                          | 1973 | |
| Born to Be Wild                                                       | Mars Bonfire | Udo Lindenberg                                                                                         | | Der Detektiv – Rock Revue 2                                                | 1979 | deutschsprachige Version von Born to Be Wild von Steppenwolf |
| Brecht’s Liebeslied                                                   | Jean-Jacques Kravetz | Bertolt Brecht                                                                                         | | Belcanto                                                                   | 1997 | mit dem Deutschen Filmorchester Babelsberg |
| Bremerhaven                                                           | Udo Lindenberg | Udo Lindenberg                                                                                         | | Hermine                                                                    | 1988 | |
| Brief an den Jungen, der ich vor 30 jahren war                        | Udo Lindenberg | Udo Lindenberg                                                                                         | - Orchesterfassung (mit dem Deutschen Filmorchester Babelsberg, 1997) | Kosmos                                                                     | 1995 | |
| Bumerang                                                              | Udo Lindenberg | Udo Lindenberg                                                                                         | | Bunte Republik Deutschland                                                 | 1989 | |
| Bunte Republik Deutschland                                            | Udo Lindenberg | Udo Lindenberg                                                                                         | - Live (1990) | Bunte Republik Deutschland                                                 | 1989 | Türkischer Gesang von Iknur Kanbur |
| Bye, Bye Johnny                                                       | Chuck Berry | Chuck Berry                                                                                            | | Livehaftig                                                                 | 1979 | deutschsprachige Version von Johnny B. Goode von Chuck Berry |
| Candy Jane                                                            | Udo Lindenberg | Udo Lindenberg                                                                                         | - Live (1979) - Unplugged mit dem Panik-Orchester (2011) | Single                                                                     | 1974 | |
| Cello                                                                 | Udo Lindenberg | Udo Lindenberg                                                                                         | - Live (1978, 1990) - Orchesterfassung (mit dem Deutschen Filmorchester Babelsberg, 1997) - Neufassung (2003) - Unplugged mit Clueso (2011)                                       | Alles klar auf der Andrea Doria                                            | 1973 | |
| Chattanooga Choo Choo                                                 | Harry Warren | Mack Gordon                                                                                            | | Live in Leipzig                                                            | 1990 | Coverversion des Klassikers von Glenn Miller Orchestra, Vorlage zu Sonderzug nach Pankow                                                                           |
| Chubby Checker                                                        | Helge Schneider | Udo Lindenberg                                                                                         | | Stark wie Zwei                                                             | 2008 | Mit Helge Schneider. |
| Club der Millionäre                                                   | Udo Lindenberg | Udo Lindenberg                                                                                         | | Gustav                                                                     | 1991 | |
| Come On Let's Be Together                                             | | | | Das 1. Vermächtnis ... 50 Songs aus 30 Jahren                              | 2000 | |
| Commander Superfinger                                                 | Olaf Kübler, Udo Lindenberg | Olaf Kübler, Udo Lindenberg                                                                            | | Götterhämmerung                                                            | 1984 | |
| The Conductor                                                         | Udo Lindenberg | Michael Chapman                                                                                        | | No Panic                                                                   | 1976 | englische Version von Der Dirigent |
| Coole Socke                                                           | Sandi Strmljan, Justin Balk | Udo Lindenberg, Frank Gerber, Sera Finale, Sandi Strmljan, Justin Balk                                 | | Stärker als die Zeit                                                       | 2016 | |
| Der Countdown läuft                                                   | Hendrik Schaper | Udo Lindenberg, Angelina Maccarone                                                                     | | Ich will dich haben                                                        | 1990 | |
| Cowboy                                                                | Udo Lindenberg | Udo Lindenberg                                                                                         | - Live (1978, 1979) | Panische Nächte                                                            | 1977 | |
| Cowboy Rocker                                                         | Udo Lindenberg | Udo Lindenberg                                                                                         | - Unplugged mit The Last Bandoleros (2018) | Ball Pompös                                                                | 1975 | mit den Stimmen von Michael Chevalier als Charles Bronson sowie Otto Waalkes als Junge                                                                             |
| D-471 81 61                                                           | Jim Voxx, Joy Rider, Udo Lindenberg | Udo Lindenberg                                                                                         | | Sündenknall                                                                | 1985 | |
| Da war so viel los                                                    | Udo Lindenberg | Udo Lindenberg                                                                                         | - Live (1978, 1979) | Votan Wahnwitz                                                             | 1975 | |
| Dach der Welt                                                         | Udo Lindenberg | Udo Lindenberg                                                                                         | | Kosmos                                                                     | 1995 | |
| Damals in der DDR                                                     | Pascal Kravetz, Carl Carlton, Markus Löhr | Udo Lindenberg                                                                                         | | Damals in der DDR (EP)                                                     | 2006 | Titelsong zu Damals in der DDR |
| Daniel’s Zeitmaschine                                                 | Udo Lindenberg | Udo Lindenberg                                                                                         | - Daniel’s Timemachine (engl. Fassung, 1976, Übersetzung von Michael Chapman) - Live (1978)                                                                                       | Votan Wahnwitz                                                             | 1975 | |
| Darum lieb ich dich noch mehr                                         | Udo Lindenberg | Udo Lindenberg                                                                                         | | Phönix                                                                     | 1986 | |
| Das kann man ja auch mal so sehen                                     | Steffi Stephan, Thomas Kretschmer, Udo Lindenberg                                                                                              | Steffi Stephan, Thomas Kretschmer, Udo Lindenberg                                                      | - Live (1978, 1979) | Votan Wahnwitz                                                             | 1975 | |
| Datenbank                                                             | Udo Lindenberg | Udo Lindenberg                                                                                         | | Sündenknall                                                                | 1985 | |
| Daumen im Wind                                                        | Udo Lindenberg | Udo Lindenberg                                                                                         | | Daumen im Wind                                                             | 1972 | |
| Der amerikanische Traum                                               | Udo Lindenberg | | | Der Detektiv – Rock Revue 2                                                | 1979 | |
| Der Astronaut muss weiter                                             | Martin Tingvall, Vince Bahrdt | Udo Lindenberg                                                                                         | Unplugged (2018) | Stark wie Zwei                                                             | 2008 | |
| Der blaue Planet                                                      | Frank Ramond | Udo Lindenberg                                                                                         | Lange Version (1993) | Benjamin                                                                   | 1993 | |
| Der Boss von der Gang                                                 | Ellie Greenwich, George Morton, Jeff Barry | Horst Königstein, Udo Lindenberg                                                                       | | Lindenbergs Rock-Revue                                                     | 1978 | deutschsprachige Version von Leader of the Pack von The Shangri-Las                                                                                                |
| Der Deal                                                              | Udo Lindenberg, Jörg Sander, Sandi Strmljan | Udo Lindenberg, Stefanie Kloß, Andreas Jan Nowak, Johannes Stolle, Thomas Stolle                       | | Stark wie Zwei                                                             | 2008 | Mit Silbermond |
| Desperado                                                             | Don Henley, Glen Frey | Udo Lindenberg                                                                                         | | Der Detektiv – Rock Revue 2                                                | 1979 | deutschsprachige Coverversion von Desperado von den Eagles |
| Detectiv Coolman                                                      | Udo Lindenberg | Udo Lindenberg                                                                                         | | Panische Zeiten                                                            | 1980 | |
| Deutsche Nationalhymne                                                | Joseph Haydn | | | Panische Zeiten                                                            | 1980 | instrumental |
| Dialog zu „As Time Goes By“                                           | | Horst Königstein, Udo Lindenberg                                                                       | | Der Detektiv – Rock Revue 2                                                | 1979 | Spoken Word |
| Der Dirigent                                                          | Udo Lindenberg | Udo Lindenberg                                                                                         | - The Conductor (engl. Version, 1976) - De Dirigent (niederländische Version, 1978) - Live (1978)                                                                                 | Votan Wahnwitz                                                             | 1975 | |
| Die Augen zu                                                          | Clive Westlake | Udo Lindenberg, Horst Königstein, Angelina Maccarone                                                   | | Gustav                                                                     | 1991 | deutschsprachige Coverversion von I Close My Eyes and Count to Ten von Dusty Springfield                                                                           |
| Die Bühne ist angerichtet                                             | Udo Lindenberg | | Live (1978) Unplugged (2011) | Sister King Kong                                                           | 1976 | |
| Dirty Old Man                                                         | Udo Lindenberg | Horst Königstein, Udo Lindenberg                                                                       | | CasaNova                                                                   | 1988 | mit Rap- und Beatbox von Drummie Zeb |
| Donna                                                                 | Galt McDermot | Walter Brandin                                                                                         | | Hair – Die deutsche Neuaufnahme                                            | 1993 | |
| Dr. Chicago                                                           | Udo Lindenberg, Gottfried Böttger | Udo Lindenberg, Gottfried Böttger                                                                      | - Live (1978) | Alles klar auf der Andrea Doria                                            | 1973 | |
| Dr. Feel Good                                                         | Ole Feddersen, Andreas Herbig, Henrik Menzel, Peter "Jem" Seifert                                                                              | Udo Lindenberg, Ole Feddersen, Doris Decker                                                            | | Stärker als die Zeit                                                       | 2016 | |
| Dr. Jekill                                                            | Udo Lindenberg | Udo Lindenberg                                                                                         | | Und ewig rauscht die Linde                                                 | 1996 | |
| Dr. Kimble auf der Flucht                                             | Benny Goodman, Chick Webb, Edgar Sampson, Andy Razaf                                                                                           | Udo Lindenberg, C. Strecker-Kübler                                                                     | | Odyssey                                                                    | 1983 | deutsche Coverversion des Jazz-Standards Stompin’ at the Savoy |
| Dröhnland-Ouvertüre                                                   | Paul Vincent Gunia | Paul Vincent Gunia                                                                                     | | Dröhnland-Symphonie                                                        | 1978 | |
| Du heißt jetzt Jeremias                                               | Udo Lindenberg, Karl Allaut | Udo Lindenberg, Karl Allaut                                                                            | - Live (1978, 1983) | Alles klar auf der Andrea Doria                                            | 1973 | |
| Du und ich – und dann ganz lange gar nichts                           | Udo Lindenberg | Udo Lindenberg, Katja Keller                                                                           | | Belcanto                                                                   | 1997 | Mit dem Deutschen Filmorchester Babelsberg |
| Du knallst in mein Leben                                              | Detlef Petersen | Udo Lindenberg                                                                                         | - Unplugged mit Deine Cousine (2018) | Odyssey                                                                    | 1983 | |
| Du lässt dich gehen                                                   | Udo Lindenberg, Charles Aznavour | Udo Lindenberg, Charles Aznavour                                                                       | | Belcanto                                                                   | 1997 | Mit dem Deutschen Filmorchester Babelsberg |
| Du warst wie ein Erdbeben                                             | Udo Lindenberg | Udo Lindenberg                                                                                         | | Panische Zeiten                                                            | 1980 | |
| Durch die schweren Zeiten                                             | Simon Triebel, Ali Zuckowski | Udo Lindenberg, Simon Triebel, Ali Zuckowski                                                           | - Unplugged mit Angus & Julia Stone (2018) | Stärker als die Zeit                                                       | 2016 | |
| Eifersucht                                                            | Udo Lindenberg | Angie Maccarone, Udo Lindenberg                                                                        | | CasaNova                                                                   | 1988 | Gastgesang von Mae McKenna |
| Einer muss den Job ja machen                                          | Andreas Herbig, Henrik Menzel, Peter Seifert                                                                                                   | Udo Lindenberg, Sera Finale, Benjamin von Stuckrad-Barre, Peter Seifert, Andreas Herbig, Henrik Menzel | - Neufassung mit Wolfgang Niedecken, Johannes Oerding, Henning Wehland und Daniel Wirtz (2017)                                                                                    | Stärker als die Zeit                                                       | 2016 | |
| Einmal küssen und dann sterben                                        | Hendrik Schaper | Udo Lindenberg                                                                                         | | Ich will dich haben                                                        | 1990 | |
| Einmal um die ganze Welt                                              | Karel Gott | Jiri Staidl                                                                                            | | Zeitmaschine                                                               | 1998 | Coverversion von Karel Gott |
| Der einsamste Moment                                                  | Pascal Kravetz | Udo Lindenberg, Sera Finale                                                                            | | Stärker als die Zeit                                                       | 2016 | |
| Elli Pyrelli                                                          | Udo Lindenberg | Udo Lindenberg                                                                                         | - engl. Version, 1976 - niederländische Version, 1978 - Live (1978) | Votan Wahnwitz                                                             | 1975 | |
| Emanuel Flippmann und die Randale-Söhne                               | Udo Lindenberg | Udo Lindenberg                                                                                         | - Live (1978) | Sister King Kong                                                           | 1976 | |
| Epilog: Walzer mit Hermine                                            | | Udo Lindenberg                                                                                         | | Hermine                                                                    | 1988 | Epilog zum Album Hermine |
| Er wollte nach Deutschland                                            | Udo Lindenberg | Angelina Maccarone                                                                                     | | Panik-Panther                                                              | 1992 | |
| Er wollte nach London                                                 | Udo Lindenberg | Udo Lindenberg                                                                                         | - Live (1978) - Unplugged (2011) | Alles klar auf der Andrea Doria                                            | 1973 | |
| Es bedeutet mir nichts mehr                                           | Udo Lindenberg | Udo Lindenberg                                                                                         | | Und ewig rauscht die Linde                                                 | 1996 | |
| Es fängt immer wieder an                                              | Angelina Maccarone, Marion Welser, Felix Cix                                                                                                   | Wolfgang Mueller Dahlem, Marion Welser                                                                 | | Zeitmaschine                                                               | 1998 | |
| Es reicht gerade noch zum Überleben                                   | Stevie Wonder | Udo Lindenberg                                                                                         | | Der Detektiv – Rock Revue 2                                                | 1979 | Deutschsprachige Coverversion von Living in the City von Stevie Wonder                                                                                             |
| Es war einmal eine Liebe (Once Upon A Time There Was Love)            | | | | CasaNova                                                                   | 1988 | Instrumentalstück |
| Extremisten                                                           | Hendrik Schaper, Udo Lindenberg | Hendrik Schaper, Udo Lindenberg                                                                        | | Götterhämmerung                                                            | 1984 | |
| Der Exzessor                                                          | Udo Lindenberg, Mark Schulman, Ken Taylor, Karl-Walter Buskohl, Jean Jacques Kravetz                                                           | Udo Lindenberg                                                                                         | | Der Exzessor                                                               | 1999 | |
| Familie Kabeljau                                                      | Olaf Kübler, Udo Lindenberg | Olaf Kübler, Udo Lindenberg                                                                            | | Götterhämmerung                                                            | 1984 | |
| Father, You Should Have Killed Hitler                                 | Udo Lindenberg, Dave King | Udo Lindenberg                                                                                         | | Atlantic Affairs                                                           | 2002 | |
| Fäuste aus Stahl (nach dem Kampf)                                     | Peter Weihe, Curt Cress, Frank Ryan, Udo Lindenberg                                                                                            | Peter Weihe, Curt Cress, Frank Ryan, Udo Lindenberg                                                    | | Benjamin                                                                   | 1993 | Dedicated to Henry Maske |
| Fernweh                                                               | | | | Zeitmaschine                                                               | 1998 | |
| Felix                                                                 | Udo Lindenberg | Udo Lindenberg                                                                                         | - Live (1978) | Galaxo Gang                                                                | 1976 | |
| Find ich gut                                                          | Ernst Ströer, Hans Ströer | Olaf Kübler, Udo Lindenberg                                                                            | | Phönix                                                                     | 1986 | auch: Find ich gut, Ede Ödelmann |
| Fliesenlied                                                           | Udo Lindenberg | Udo Lindenberg                                                                                         | - Live (1978) | Panische Nächte                                                            | 1977 | |
| Flipper                                                               | Kristian Schultze | Dave King, Udo Lindenberg                                                                              | - Live (1978) - Neufassung (1998) - Unplugged (2018) | Panische Nächte                                                            | 1977 | |
| Frau Lindi                                                            | Jim Voxx, Udo Lindenberg | Udo Lindenberg                                                                                         | | Sündenknall                                                                | 1985 | |
| Frau Schmitz                                                          | Udo Lindenberg | Udo Lindenberg                                                                                         | | Hermine                                                                    | 1988 | |
| Frauen                                                                | Hendrik Schaper, Udo Lindenberg | Udo Lindenberg                                                                                         | | CasaNova                                                                   | 1988 | Mit Rap von Sheriff und Gastgesang von The Soultanas |
| Fremde in der Nacht                                                   | Bert Kämpfert | Udo Lindenberg, Horst Königstein                                                                       | | Zeitmaschine                                                               | 1998 | deutschsprachige Coverversion von Strangers in the Night von Frank Sinatra                                                                                         |
| Der frische Wind von Berlin                                           | Udo Lindenberg | Udo Lindenberg                                                                                         | | Und ewig rauscht die Linde                                                 | 1996 | |
| Ganz Anders                                                           | Andreas Herbig, Henrik Menzel | Jan Eißfeldt                                                                                           | | Stark wie Zwei                                                             | 2008 | Duett mit Jan Delay |
| Ganz egal                                                             | Udo Lindenberg, Karl Allaut | Udo Lindenberg, Karl Allaut                                                                            | - Live (1978) | Alles klar auf der Andrea Doria                                            | 1973 | |
| Gegen den Strom, gegen den Wind                                       | Jean-Jacques Kravetz | Udo Lindenberg                                                                                         | - Klassikversion (1999) | Der Exzessor                                                               | 1999 | |
| Gegen die Strömung                                                    | Dave King, Udo Lindenberg | Dave King, Udo Lindenberg                                                                              | - Unplugged, Duett mit Jennifer Weist (2011) | Udopia                                                                     | 1981 | |
| Geh nicht weg                                                         | Hendrik Schaper | Udo Lindenberg                                                                                         | | Ich will dich haben                                                        | 1990 | |
| Geile Götter                                                          | Udo Lindenberg | Udo Lindenberg                                                                                         | | Keule                                                                      | 1982 | |
| Geleee                                                                | Udo Lindenberg | Udo Lindenberg                                                                                         | | Bunte Republik Deutschland                                                 | 1989 | |
| Gene Galaxo: 1990                                                     | Udo Lindenberg, Jean-Jacques Kravetz, Peter Herbolzheimer                                                                                      | Udo Lindenberg                                                                                         | | Panik-Präsident                                                            | 2003 | Neufassung des Konzeptsongs von 1976 |
| Der Generalsekretär                                                   | Udo Lindenberg | Udo Lindenberg                                                                                         | | Feuerland                                                                  | 1987 | |
| Gerhard Gnadenlos                                                     | Udo Lindenberg | Udo Lindenberg                                                                                         | | Götterhämmerung                                                            | 1984 | |
| Gerhard Gösebrecht                                                    | Karl Allaut, Udo Lindenberg | Karl Allaut, Udo Lindenberg                                                                            | | Ball Pompös                                                                | 1975 | |
| Germans                                                               | Udo Lindenberg | Michael Thatcher, Udo Lindenberg                                                                       | - englische Version (1987) | Radio Eriwahn                                                              | 1985 | |
| Gesetz                                                                | George Lynch, Udo Lindenberg | Udo Lindenberg                                                                                         | | Keule                                                                      | 1982 | |
| Gespenster                                                            | Jim Voxx, Udo Lindenberg | Udo Lindenberg                                                                                         | | Radio Eriwahn                                                              | 1985 | |
| Glitzerknabe                                                          | Steffi Stephan,Udo Lindenberg | Steffi Stephan,Udo Lindenberg                                                                          | | Ball Pompös                                                                | 1975 | |
| Good Bye Johnny                                                       | Hans Fritz Beckmann | Peter Kreuder                                                                                          | - Unplugged (2018) | Feuerland                                                                  | 1987 | Coverversion des deutschen Schlagers, populär durch Hans Albers |
| Good Life City                                                        | Udo Lindenberg | Udo Lindenberg                                                                                         | - Neufassung (1998) - Unplugged mit Alina Süggeler und Andi Weizel (2011) | Daumen im Wind                                                             | 1972 | englisch |
| Goodbye, Norma Jean                                                   | Bernie Taupin, Elton John | Udo Lindenberg                                                                                         | | Der Detektiv – Rock Revue 2                                                | 1979 | deutschsprachige Coverversion von Candle in the Wind von Elton John                                                                                                |
| Goodbye Sailor                                                        | Hendrik Schaper, Udo Lindenberg | Udo Lindenberg                                                                                         | - Live (1990) - Unplugged (2011) | CasaNova                                                                   | 1988 | mit The Kick Horns, The Leningrad Nautical Choir und The Soultanas                                                                                                 |
| Gott, wenn es dich gibt                                               | Jean-Jacques Kravetz, Udo Lindenberg | Udo Lindenberg                                                                                         | | Der Exzessor                                                               | 1999 | |
| Göttin sei Dank                                                       | Henrik Menzel, Peter "Jem" Seifert, Andreas Herbig, Jörg Sander                                                                                | Udo Lindenberg, Frank Gerber, Beatrice Reszat, Henrik Menzel, Peter "Jem" Seifert, Andreas Herbig      | | Stärker als die Zeit                                                       | 2016 | |
| Grande Finale                                                         | Dave King, Udo Lindenberg | Dave King, Udo Lindenberg                                                                              | | Udopia                                                                     | 1981 | |
| Der Greis ist heiß                                                    | Andreas Herbig, Jem Peter Seifert | Udo Lindenberg                                                                                         | | Stark wie Zwei                                                             | 2008 | |
| Der große Frieden                                                     | Kristian Schultze, Udo Lindenberg | Kristian Schultze, Udo Lindenberg                                                                      | | Götterhämmerung                                                            | 1984 | |
| Die größte Liebe                                                      | Udo Lindenberg | Udo Lindenberg                                                                                         | - Live (1978) | Alles klar auf der Andrea Doria                                            | 1973 | |
| Grüne Mauer                                                           | traditionell | Udo Lindenberg, Horst Königstein                                                                       | | Single                                                                     | 1985 | Benefiz-Single anlässlich des Tages für Afrika mit Hans Hartz, Heinz-Rudolf Kunze, Hendrik Schaper, Rolf Zuckowski                                                 |
| Gummi in Berlin                                                       | Udo Lindenberg, Gerd Gehrken, Steffi Stephan                                                                                                   | Udo Lindenberg                                                                                         | | Benjamin                                                                   | 1993 | |
| Gustav                                                                | Udo Lindenberg | Udo Lindenberg                                                                                         | | Gustav                                                                     | 1991 | Intro mit gesprochenem Text |
| Guten Tag, Herr Filmproduzent                                         | Udo Lindenberg | Udo Lindenberg                                                                                         | - Live (1978) | Votan Wahnwitz                                                             | 1975 | |
| Guten Tag, ich heiße Schmidt                                          | Udo Lindenberg, Jean-Jacques Kravetz | Udo Lindenberg, Jean-Jacques Kravetz                                                                   | | Dröhnland-Symphonie                                                        | 1978 | |
| Gutes tun                                                             | Jens Carstens, Jörg Sander, Mirco Schaffer, Udo Lindenberg                                                                                     | Funny van Dannen                                                                                       | | Und ewig rauscht die Linde                                                 | 1996 | |
| Hair                                                                  | Galt MacDermot | Walter Brandin                                                                                         | | Hair – Die deutsche Neuaufnahme 1993                                       | 1993 | Neufassung aus dem Musical Hair, mit Uwe Ochsenknecht |
| Hallo Angie, das Merkel ich mir                                       | Jana Halbritter, Robert Reich, Stephan Michme, Dirk Alstein, Marko Baumbach, Thomas Michme, Mario Swigulski, Sebastian Nicklas, Michael Schult | Udo Lindenberg                                                                                         | | Panik mit Hut. Die Singles 1972 - 2005                                     | 2006 | |
| Hallo DDR                                                             | Hannes Bauer, Udo Lindenberg | Hannes Bauer, Udo Lindenberg                                                                           | - Live (1990) | Götterhämmerung                                                            | 1984 | |
| Hare Krishna                                                          | Galt McDermot | Walter Brandin                                                                                         | | Hair – Die deutsche Neuaufnahme                                            | 1993 | mit Nina Hagen und Uwe Ochsenknecht |
| Hasse dich jetzt schon                                                | Gunther Laudahn | Lukas Hilbert, Udo Lindenberg                                                                          | | Und ewig rauscht die Linde                                                 | 1996 | |
| Die Heizer kommen                                                     | Thomas Kretschmer | Udo Lindenberg                                                                                         | - Live (1982, 1990) | Panische Zeiten                                                            | 1980 | |
| Helmut Owiewohl                                                       | Johnny Mandel | Paul Francis Webster, Udo Lindenberg                                                                   | | Sündenknall                                                                | 1985 | Deutschsprachige Coverversion von The Shadow of Your Smile von Johnny Mandel                                                                                       |
| Hermine                                                               | | Udo Lindenberg                                                                                         | | Hermine                                                                    | 1988 | Gesprochenes Intro |
| Ein Herz kann man nicht reparieren                                    | Annette Humpe, Inga Humpe | Annette Humpe, Inga Humpe, Udo Lindenberg                                                              | - Unplugged, Duett mit Inga Humpe(2011) | Ich will dich haben                                                        | 1990 | |
| Heyooh Guru                                                           | Steven Last, Werner Last jr. | Udo Lindenberg, Cornelie Strecker-Kübler                                                               | - Live (1983) | Odyssee                                                                    | 1983 | |
| Hoch im Norden                                                        | Udo Lindenberg | Udo Lindenberg                                                                                         | - Live (1983, 1997) - Orchesterfassung (mit dem Deutschen Filmorchester Babelsberg, 1997) - Unplugged mit Jan Delay (2018)                                                        | Daumen im Wind                                                             | 1972 | |
| Höllenfahrt                                                           | Udo Lindenberg, Thomas Kretschmer, Ulla Meinecke                                                                                               | Udo Lindenberg, Thomas Kretschmer, Ulla Meinecke                                                       | | Dröhnland-Symphonie                                                        | 1978 | |
| Honky Tonky Show                                                      | Udo Lindenberg, Gottfried Böttger | Udo Lindenberg, Gottfried Böttger                                                                      | - Live (1979) - Unplugged mit Stefan Raab (2011) | Ball Pompös                                                                | 1975 | |
| Hoochie Coochie Man                                                   | Willie Dixon | Willie Dixon                                                                                           | | Livehaftig                                                                 | 1979 | Duett mit Eric Burdon |
| Horizont                                                              | Udo Lindenberg | Beatrice Reszat, Udo Lindenberg                                                                        | - Horizon (englische Version, 1987) - Live (1990) - Orchesterfassung (mit dem Deutschen Filmorchester Babelsberg, 1997) - Neufassung als Duett mit Nena (2003) - Unplugged (2011) | Phönix                                                                     | 1986 | |
| I Love Me Selber                                                      | Hannes Bauer, Udo Lindenberg | Udo Lindenberg                                                                                         | - Neufassung (1985) | Götterhämmerung                                                            | 1984 | |
| I’m on My Way                                                         | Udo Lindenberg, Steffi Stephan, Hannes Bauer, Thorsten Wozniak                                                                                 | Udo Lindenberg, Steffi Stephan, Hannes Bauer, Thorsten Wozniak                                         | | Der Exzessor                                                               | 1999 | |
| Ich bin beim Bund                                                     | Udo Lindenberg | Udo Lindenberg                                                                                         | - Live (1983) | Odyssee                                                                    | 1983 | |
| Ich bin ein Single                                                    | Udo Lindenberg | Angelina Maccarone                                                                                     | | Kosmos                                                                     | 1995 | |
| Ich bin Rocker                                                        | Udo Lindenberg | Udo Lindenberg                                                                                         | - Live (1978) | Galaxo Gang                                                                | 1976 | |
| Ich bin von Kopf bis Fuß auf Liebe eingestellt                        | Friedrich Hollaender | Friedrich Hollaender                                                                                   | - Live (1983) - Neufassung 2002 mit Nathalie Dorra | Ball Pompös                                                                | 1975 | Coverversion von Friedrich Hollaender |
| Ich brech’ die Herzen der stolzesten Frau’n                           | Lothar Brühne | Bruno Balz                                                                                             | - Live (1997, 2005) | Sündenknall                                                                | 1985 | Coverversion des Filmsongs, der durch Heinz Rühmann populär wurde.                                                                                                 |
| Ich hab noch einen Koffer in Berlin                                   | Ralph Maria Siegel | Aldo von Pinelli                                                                                       | | Atlantic Affairs                                                           | 2002 | Coverversion des Schlagers, populär durch Marlene Dietrich |
| Ich lieb’ Dich überhaupt nicht mehr                                   | Udo Lindenberg | Udo Lindenberg                                                                                         | - Live (1990) - Orchesterfassung (mit dem Deutschen Filmorchester Babelsberg, 1997) - Neufassung (2003) - Unplugged (2011)                                                        | Feuerland                                                                  | 1987 | |
| Ich mache alles mit den Beinen                                        | Friedrich Hollaender | Friedrich Hollaender                                                                                   | | Hermine                                                                    | 1988 | Coverversion |
| Ich schwöre                                                           | Udo Lindenberg | Udo Lindenberg, Katja Keller                                                                           | - Orchesterfassung (mit dem Deutschen Filmorchester Babelsberg, 1997) - Unplugged (2011)                                                                                          | Und ewig rauscht die Linde                                                 | 1996 | |
| Ich schwöre (Epilog)                                                  | Udo Lindenberg | Udo Lindenberg                                                                                         | | Und ewig rauscht die Linde                                                 | 1996 | |
| Ich sitz den ganzen Tag bei den Docks                                 | Otis Redding, Steve Cropper | Horst Königstein, Udo Lindenberg                                                                       | | Lindenbergs Rock-Revue                                                     | 1978 | Deutschsprachige Version von (Sittin’ On) The Dock of the Bay von Otis Redding                                                                                     |
| Ich steh’ ja so auf Disco                                             | Dave King, Udo Lindenberg | Dave King, Udo Lindenberg                                                                              | | Der Detektiv – Rock Revue 2                                                | 1979 | |
| Ich träume oft davon, ein Segelboot zu klauen                         | Udo Lindenberg | Udo Lindenberg, Bohm                                                                                   | - Unplugged (2018) | Raritäten... & Spezialitäten                                               | 1998 | |
| Ich weiß nicht, zu wem ich gehöre                                     | Friedrich Hollaender, Robert Liebmann | Friedrich Hollaender                                                                                   | - I Don’t Know Who I Should Belong To (engl. Version 1987) - Neufassung (2002), mit Ellen ten Damme                                                                               | Phönix                                                                     | 1986 | Coverversion |
| Ich will den Platz in meinem Herzen neu vermieten                     | Ulf Krüger | Annette Humpe, Udo Lindenberg                                                                          | | Kosmos                                                                     | 1995 | |
| Ich will dich haben                                                   | Lukas Hilbert, Kieran Hilbert, Rudi Kaeding, A. Zabel                                                                                          | Udo Lindenberg, Lukas Hilbert                                                                          | | Ich will dich haben                                                        | 1990 | |
| Ich zieh meinen Hut                                                   | Sebastian Wehlings, Tobias Kuhn | Udo Lindenberg, Sebastian Wehlings, Tobias Kuhn                                                        | | Stark wie zwei                                                             | 2008 | |
| Illusions                                                             | Friedrich Hollaender | Friedrich Hollaender                                                                                   | - Orchesterfassung (mit dem Deutschen Filmorchester Babelsberg, 1997) | Hermine                                                                    | 1988 | Coverversion, populär durch Marlene Dietrich |
| Immer noch verrückt nach all den Jahren                               | Paul Simon | Horst Königstein, Udo Lindenberg                                                                       | | Lindenbergs Rock-Revue                                                     | 1978 | Deutschsprachige Version von Still Crazy After All These Years von Paul Simon                                                                                      |
| Intro (Anchors Away)                                                  | Alfred Hart Miles, Charles Zimmermann | Alfred Hart Miles, Charles Zimmermann                                                                  | | Lindstärke 10                                                              | 1983 | Intro zum Livealbum |
| In den dunklen tiefen Gängen der Vergangenheit                        | Udo Lindenberg | Udo Lindenberg                                                                                         | | Daumen im Wind                                                             | 1972 | |
| In den Ruinen von Berlin                                              | Friedrich Hollaender | Friedrich Hollaender, Udo Lindenberg                                                                   | | Phönix                                                                     | 1986 | |
| Interview mit Gott                                                    | Henning Gehrke | Udo Lindenberg                                                                                         | | Stark wie Zwei                                                             | 2008 | |
| Irgendwo auf der Welt                                                 | Werner Richard Heymann | Werner Richard Heymann, Robert Gilbert                                                                 | | Atlantic Affairs                                                           | 2002 | Coverversion eines Schlagers, der durch die Comedian Harmonists populär wurde, Duett mit Die Prinzen                                                               |
| It Is Allright Again                                                  | Udo Lindenberg | Udo Lindenberg                                                                                         | | Lindenberg                                                                 | 1971 | englisch |
| It Was All So New                                                     | Udo Lindenberg | Michael Chapman                                                                                        | | No Panic                                                                   | 1976 | |
| Jacques Gelee                                                         | Udo Lindenberg | Udo Lindenberg                                                                                         | | Keule                                                                      | 1982 | |
| Jack                                                                  | Jean-Jacques Kravetz, Udo Lindenberg | Jean-Jacques Kravetz, Udo Lindenberg                                                                   | - Live (1978) | Votan Wahnwitz                                                             | 1975 | |
| Jamaika                                                               | Jean-Jacques Kravetz, Udo Lindenberg | Udo Lindenberg                                                                                         | | Panische Zeiten                                                            | 1980 | |
| Jenny                                                                 | Thomas Kretschmer, Udo Lindenberg | Thomas Kretschmer, Udo Lindenberg                                                                      | - Live (1978) | Sister King Kong                                                           | 1976 | |
| Jonny Boxer                                                           | Udo Lindenberg | Horst Königstein, Udo Lindenberg                                                                       | - englische Version (1987) |                                                                            | 1986 | 1990 auf dem Soundtrack zu Ron und Tanja als Johnny Boxer |
| Jonny Controlleti                                                     | Udo Lindenberg | Udo Lindenberg                                                                                         | - engl. Version, 1976 - Johnny als de Dood (niederländische Version, 1978) - Unplugged mit Stefan Raab (2011)                                                                     | Ball Pompös                                                                | 1975 | |
| Jonny Gigolo                                                          | Dave King, Passmann, Steffi Stephan, Udo Lindenberg                                                                                            | Dave King, Passmann, Steffi Stephan, Udo Lindenberg                                                    | | Udopia                                                                     | 1981 | |
| Kann denn Liebe Sünde sein?                                           | Lothar Brühne | Bruno Balz                                                                                             | | Udopia                                                                     | 1981 | Coverversion des bekannten Schlagers, der durch Zarah Leander populär wurde                                                                                        |
| Kannst du pfeifen Johanna?                                            | Sten Axelson, Ake Söderblom | Hans Joachim Bach                                                                                      | | Atlantic Affairs                                                           | 2002 | Coverversion eines schwedischen Schlagers |
| Katze                                                                 | Udo Lindenberg, Thomas Kretschmer | Udo lindenberg                                                                                         | | Panische Zeiten                                                            | 1980 | |
| Kein Blick zurück (Reprise Gustav)                                    | Udo Lindenberg | Udo Lindenberg                                                                                         | | Gustav                                                                     | 1991 | Reprise von Gustav |
| Keine Staaten                                                         | Udo Lindenberg | Angelina Maccarone, Udo Lindenberg                                                                     | | Panik-Panther                                                              | 1992 | |
| Kentucky-Mädchen                                                      | Dave King, Udo Lindenberg | Dave King, Udo Lindenberg                                                                              | | Der Detektiv – Rock Revue 2                                                | 1979 | |
| Killer-Kino                                                           | Karl Allaut | Udo Lindenberg                                                                                         | | Odyssee                                                                    | 1983 | |
| Die Kinder deiner Kinder                                              | Udo Lindenberg | Udo Lindenberg                                                                                         | | Daumen im Wind                                                             | 1972 | deutsche Version von The Children of Your Children Won’t Even Know Your Name                                                                                       |
| Die Klavierlehrerin                                                   | Udo Lindenberg | Horst Königstein, Udo Lindenberg, Robert Muller (englischer text)                                      | | CasaNova                                                                   | 1988 | Mit Rap von Sheriff und Gastgesang von Nina Hagen |
| Die kleine Stadt                                                      | Paul Simon | Udo Lindenberg                                                                                         | | Der Detektiv – Rock Revue 2                                                | 1979 | deutschsprachige Coverversion von My Little Town von Paul Simon |
| Die kleine Zockerin                                                   | | | - Orchesterfassung (mit dem Deutschen Filmorchester Babelsberg, 1997) |                                                                            |      | |
| Ein Koffer spricht                                                    | Bente Kahan | Ilse Weber                                                                                             | | Atlantic Affairs                                                           | 2002 | Vertonung eines Gedichts von Ilse Weber, Duett mit Tim Fischer |
| Kleiner Junge                                                         | Hendrik Schaper | Udo Lindenberg                                                                                         | - Live (1983) | Odyssee                                                                    | 1983 | |
| Knock Out                                                             | Peter Weihe, Curt Cress, Frank Ryan, Udo Lindenberg                                                                                            | Peter Weihe, Curt Cress, Frank Ryan, Udo Lindenberg                                                    | | Benjamin                                                                   | 1993 | |
| Ein Kommen und Gehen                                                  | Udo Lindenberg | Udo Lindenberg                                                                                         | - Neufassung (1988) - Orchesterfassung (mit dem Deutschen Filmorchester Babelsberg, 1997)                                                                                         | Feuerland                                                                  | 1987 | |
| Komet                                                                 | Chris James, Jumpa, SIRA, Volkan Yaman | Chris James, Marco Tscheschlok, Udo Lindenberg, Volkan Yaman                                           | | Gartenstadt (Apache 207)                                                   | 2023 | mit Apache 207 |
| Kompass                                                               | Ali Zuckowski, Daniel Flamm, Robin Grubert, Udo Lindenberg                                                                                     | Ali Zuckowski, Daniel Flamm, Robin Grubert, Udo Lindenberg                                             | | Udopium – Das Beste                                                        | 2021 | |
| König von Scheißegalien                                               | Udo Lindenberg, Axel Breitung | Udo Lindenberg                                                                                         | | Zeitmaschine                                                               | 1998 | |
| König von Scheißegalien 2016 (Walk on the Wild Side)                  | Lou Reed, Udo Lindenberg, Axel Breitung | Lou Reed, Sera Finale, Udo Lindenberg, Axel Breitung                                                   | | MTV Unplugged 2 – Live vom Atlantik                                        | 2018 | Neufassung inklusive Cover von Walk on the Wild Side von Lou Reed                                                                                                  |
| Körper                                                                | Udo Lindenberg | Annette Humpe                                                                                          | - Live (1983) - neue Version (1992 mit Die Prinzen) | Keule                                                                      | 1982 | |
| Kosmos                                                                | Udo Lindenberg | Udo Lindenberg                                                                                         | | Kosmos                                                                     | 1995 | |
| Kosmosliebe                                                           | Sonja "Schwessi" Schwabe, Ulrich Röser, Doris Decker                                                                                           | Udo Lindenberg, Sonja "Schwessi" Schwabe, Doris Decker                                                 | | Stärker als die Zeit                                                       | 2016 | |
| Kralle                                                                | Stefan Klein | Udo Lindenberg                                                                                         | | Odyssee                                                                    | 1983 | |
| Kugel im Colt                                                         | Udo Lindenberg | Udo Lindenberg                                                                                         | - Unplugged (2018) | Udopia                                                                     | 1981 | |
| Der Kurt Richter-Blues                                                | | | | Raritäten... & Spezialitäten                                               | 1998 | Single (1977) mit Les Humphries und Lonzo |
| Lady Whisky                                                           | Udo Lindenberg | Udo Lindenberg                                                                                         | - Unplugged (2018) | Dröhnland-Symphonie                                                        | 1978 | |
| Land in Sicht                                                         | Peter 'Jem' Seifert, Henrik Menzel | Udo Lindenberg, Joe Walter, Sera Finale                                                                | | Udopium – Das Beste                                                        | 2021 | |
| Das Leben                                                             | Martin Tingvall | Tobias Röger, Udo Lindenberg                                                                           | | MTV Unplugged – Live aus dem Hotel Atlantic                                | 2011 | |
| Leider nur ein Vakuum                                                 | Udo Lindenberg | Udo Lindenberg                                                                                         | - Unplugged (2011) | Ball Pompös                                                                | 1975 | |
| Leinwand                                                              | Udo Lindenberg | Udo Lindenberg                                                                                         | | Panische Zeiten                                                            | 1980 | |
| Let the Sunshine In                                                   | Galt MacDermot | Walter Brandin                                                                                         | | Hair – Die deutsche Neuaufnahme                                            | 1993 | Neufassung aus dem Musical Hair, mit Nina Hagen und Uwe Ochsenknecht                                                                                               |
| Lili Marleen                                                          | Norbert Schulze | Hans Leip                                                                                              | | Atlantic Affairs                                                           | 2002 | Coverversion des bekannten Schlagers, Duett mit Ellen ten Damme |
| Der lindische Ozean                                                   | Bertram Engel, Carl Carlton, Jean-Jacques Kravetz, Steffi Stephan, Udo Lindenberg                                                              | Udo Lindenberg                                                                                         | | Feuerland                                                                  | 1987 | |
| Lolita (… Sie war an der Schwelle zum Frausein)                       | Udo Lindenberg, Andreas Herbig, Herbert Böhme                                                                                                  | Udo Lindenberg                                                                                         | | Gustav                                                                     | 1991 | |
| Look at It My Way                                                     | Thomas Kretschmer, Udo Lindenberg | Thomas Kretschmer, Udo Lindenberg                                                                      | | No Panic                                                                   | 1976 | |
| Lost Paradise                                                         | Dave King | Dave King                                                                                              | | Der Detektiv – Rock Revue 2                                                | 1979 | englisch |
| Lover Man                                                             | Ram Ramirez | James Edward Davis                                                                                     | | Sündenknall                                                                | 1985 | Coverversion von Ram Ramirez, Duett mit Carl Brutal |
| Mackie Messer                                                         | Kurt Weill | Bertolt Brecht                                                                                         | | Der Exzessor                                                               | 1999 | Vertonung des Liedes von Kurt Weill und Bertolt Brecht, auch im Soundtrack zu Kurt Weill (2001),                                                                   |
| Mädchen                                                               | Thomas Kretschmer, Udo Lindenberg | Thomas Kretschmer, Udo Lindenberg                                                                      | - Live (1978) | Galaxo Gang                                                                | 1976 | |
| Madonna                                                               | Udo Lindenberg | Beatrice Reszat, Angelina Maccarone                                                                    | | Ich will dich haben                                                        | 1991 | |
| Der Malocher                                                          | Udo Lindenberg | Udo Lindenberg                                                                                         | - Live (1978) - Unplugged (2018) | Votan Wahnwitz                                                             | 1975 | |
| Mama                                                                  | Cesare Andrea Bixio | Bruno di Cherubino, Bruno Balz                                                                         | | Der Exzessor                                                               | 1999 | Coverversion des Schlagers, Duett mit Eddy Kante |
| Manchmal bist du sowas von bescheuert                                 | Udo Lindenberg | Angelina Maccarone                                                                                     | | Benjamin                                                                   | 1993 | |
| Manege                                                                | Thomas Kukuck | Thomas Kukuck                                                                                          | - Live (1978) | Galaxo Gang                                                                | 1976 | |
| Medley                                                                | siehe Einzelsongs | siehe Einzelsongs                                                                                      | | Livehaftig                                                                 | 1979 | bestehend aus: 0-Rhesus-Negativ, Jonny Controletti, Rudi Ratlos, Elli Pyrelli und Sister King Kong                                                                 |
| Medley                                                                | siehe Einzelsongs | siehe Einzelsongs                                                                                      | | Live in Leipzig                                                            | 1990 | bestehend aus: Alles klar auf der Andrea Doria, Honky Tonk Show, Junge, komm’ bald wieder (mit Lucas Hilbert), Die Klavierlehrerin und Boogie Woogie Mädchen       |
| Meer der Träume                                                       | Udo Lindenberg | Udo Lindenberg                                                                                         | | Daumen im Wind                                                             | 1972 | |
| Mein Body und ich                                                     | Jean-Jacques Kravetz | Udo Lindenberg, Fabian Harloff                                                                         | - Neufassung (2016) | Panik-Präsident                                                            | 2003 | |
| Mein Ding                                                             | Jörg Sander, Sandi Strmljan | Udo Lindenberg                                                                                         | - Unplugged (2011) | Stark wie Zwei                                                             | 2008 | |
| Mein Onkel Joe                                                        | Udo Lindenberg, Peter Herbolzheimer | Udo Lindenberg                                                                                         | | Odyssee                                                                    | 1983 | |
| Meine erste Liebe                                                     | Udo Lindenberg | Udo Lindenberg                                                                                         | - Mijn erste grote Liefde (niederländische Version, 1978) - Live (1978, 1979) - Unplugged mit Nathalie Dorra (2018)                                                               | Sister King Kong                                                           | 1976 | |
| Messer                                                                | Jim Voxx, Joy Ryder | Udo Lindenberg                                                                                         | | Radio Eriwahn                                                              | 1985 | |
| Messer in mein Herz                                                   | Sezen Aksu | Sezen Aksu, Udo Lindenberg, Angelina Maccarone                                                         | | Benjamin                                                                   | 1993 | Duett mit Sezen Aksu |
| Metropolis                                                            | Hendrik Schaper | Udo Lindenberg                                                                                         | | Ich will dich haben                                                        | 1990 | |
| Der Millionär hat keine Kohle mehr                                    | Udo Lindenberg | Udo Lindenberg                                                                                         | | Atlantic Affairs                                                           | 2002 | |
| Mister Nobody                                                         | Paul Vincent Gunia | Thomas Kretschmer, Udo Lindenberg                                                                      | - Live (1978) | Panische Nächte                                                            | 1977 | |
| Mit dir sogar ’n Kind                                                 | Lucas Hilbert | Udo Lindenberg, Beatrice Reszat                                                                        | | Panik-Panther                                                              | 1992 | |
| Mittendrin                                                            | Johannes Oerding, Benni Dernhoff | Udo Lindenberg, Johannes Oerding, Benni Dernhoff                                                       | | Udopium – Das Beste                                                        | 2021 | |
| Modezombies                                                           | Peter Weihe, Curt Cress, Frank Ryan, Udo Lindenberg                                                                                            | Peter Weihe, Curt Cress, Frank Ryan, Udo Lindenberg                                                    | | Benjamin                                                                   | 1993 | |
| Moskau                                                                | Jim Voxx, Joy Ryder | Udo Lindenberg                                                                                         | | Radio Eriwahn                                                              | 1985 | |
| Mit dem Sakko nach Monakko                                            | Udo Lindenberg | Udo Lindenberg                                                                                         | | Udopia                                                                     | 1981 | |
| Muss da durch                                                         | Udo Lindenberg, Martin Tingvall, Vince Bahrdt, Henning Gehrke                                                                                  | Udo Lindenberg, Beatrice Reszat, Sera Finale                                                           | | Stärker als die Zeit                                                       | 2016 | |
| Der Mutant                                                            | Peter Herbolzheimer, Thomas Kukuck, Udo Lindenberg                                                                                             | Peter Herbolzheimer, Thomas Kukuck, Udo Lindenberg                                                     | - Live (1978) | Galaxo Gang                                                                | 1976 | |
| My Ship                                                               | Kurt Weill | Ira Gershwin                                                                                           | | Atlantic Affairs                                                           | 2002 | Aus dem Musical My Fair Lady |
| Na und?!                                                              | Udo Lindenberg, Jean-Jacques Kravetz | Udo Lindenberg, Jean-Jacques Kravetz                                                                   | | Dröhnland-Symphonie                                                        | 1978 | |
| Die Nacht ist nicht allein zum Schlafen da                            | Theo Mackeben | Otto Ernst Hesse                                                                                       | - Live (1990) | Hermine                                                                    | 1988 | Coverversion, populär durch Gustaf Gründgens |
| Nana M.                                                               | Udo Lindenberg | Funny van Dannen                                                                                       | - Live (1997) | Und ewig rauscht die Linde                                                 | 1996 | |
| Nangijala                                                             | Alex Christensen, P. Könerhahn, A. Bugle, Steve Frame                                                                                          | Mark Schlumberger                                                                                      | | Atlantic Affairs                                                           | 2002 | mit Yvonne Catterfeld |
| Narkosegespenst                                                       | Hannes Bauer, Udo Lindenberg | Hannes Bauer, Udo Lindenberg                                                                           | | Götterhämmerung                                                            | 1984 | |
| Nasses Gold                                                           | Udo Lindenberg, Henrik Menzel, Peter Horsch, Andreas Herbig, Stephan Gade                                                                      | Udo Lindenberg                                                                                         | | Stark wie Zwei                                                             | 2008 | |
| Nathalie aus Leningrad                                                | Hendrik Schaper | Angelina Maccarone, Udo Lindenberg                                                                     | | Bunte Republik Deutschland                                                 | 1989 | |
| New York                                                              | Billy Joel | Udo Lindenberg                                                                                         | | Der Detektiv – Rock Revue 2                                                | 1979 | Deutschsprachige Coverversion von New York, State of Mind von Billy Joel                                                                                           |
| Nicht einfach nur Mon Amour                                           | Udo Lindenberg | Udo Lindenberg                                                                                         | | Panik-Panther                                                              | 1992 | |
| Niemals dran gezweifelt                                               | Martin Tingvall | Udo Lindenberg, Beatrice Reszat, Daniel Flamm, Tobias Roeger                                           | - Filmversion/Radioversion (2020) | MTV Unplugged 2 – Live vom Atlantik                                        | 2018 | |
| Niemandsland                                                          | Udo Lindenberg | Udo Lindenberg, Angelina Maccarone, Horst Königstein                                                   | - Neufassung (2002), mit Yvonne Catterfeld | Gustav                                                                     | 1991 | |
| Nichts haut einen Seemann um                                          | Udo Lindenberg | Udo Lindenberg                                                                                         | - Live (1978, 1983) | Alles klar auf der Andrea Doria                                            | 1973 | |
| Nina                                                                  | Thomas Kretschmer, Udo Lindenberg | Thomas Kretschmer, Udo Lindenberg                                                                      | - niederländische Version, 1978 - Live (1978) | Galaxo Gang                                                                | 1976 | |
| No Future                                                             | Udo Lindenberg | Udo Lindenberg                                                                                         | - Unplugged, Duett mit Max Herre(2011) | Intensivstationen                                                          | 1982 | |
| No More Mr. Nice Guy (So'n Ruf musste dir verdienen)                  | Alice Cooper, Michael O. Bruce, Udo Lindenberg, Daniel Flamm, Sera Finale                                                                      | Alice Cooper, Michael O. Bruce                                                                         | | MTV Unplugged 2 – Live vom Atlantik                                        | 2018 | Duett mit Alice Cooper |
| Noch nicht reif für dich                                              | Hans Peter Ströer | Udo Lindenberg                                                                                         | | Kosmos                                                                     | 1995 | |
| Nonnen                                                                | Udo Lindenberg | Udo Lindenberg                                                                                         | | Götterhämmerung                                                            | 1984 | |
| Nostalgie Club                                                        | Udo Lindenberg | Udo Lindenberg                                                                                         | | Ball Pompös                                                                | 1975 | |
| Notausgang                                                            | Udo Lindenberg | Udo Lindenberg                                                                                         | | Kosmos                                                                     | 1995 | mit dem Kinderchor Die Alsterspatzen |
| Nothing but a Vacuum                                                  | Udo Lindenberg | Michael Chapman                                                                                        | | No Panic                                                                   | 1976 | engl. Version von Leider nur ein Vakuum |
| Odyssee                                                               | Detlef Petersen | Rainey Haynes, Udo Lindenberg                                                                          | - Live (1983, 1997) | Odyssee                                                                    | 1983 | |
| Öh-Öh-Öh                                                              | Udo Lindenberg, Andreas Herbig | Udo Lindenberg                                                                                         | | Panik-Panther                                                              | 1992 | |
| Øle Pinguin                                                           | Udo Lindenberg, Thomas Kretschmer | Udo Lindenberg, Thomas Kretschmer                                                                      | | Dröhnland-Symphonie                                                        | 1978 | |
| Palais D'Amour                                                        | Cole Porter | Udo Lindenberg, Horst Königstein                                                                       | | Gustav                                                                     | 1991 | deutschsprachige Coverversion von Love for Sale von Cole Porter |
| Panik-Panther (Rififi)                                                | Philippe Gerard | Udo Lindenberg, Jacques Larue                                                                          | | Panik-Panther                                                              | 1992 | Deutschsprachige Coverversion des Songs aus dem gleichnamigen Spielfilm Rififi                                                                                     |
| Panikvirus                                                            | Udo Lindenberg, Carola Kretschmer, Stephan Gade                                                                                                | Udo Lindenberg                                                                                         | | Stark wie Zwei                                                             | 2008 | |
| Der Panther                                                           | Udo Lindenberg | Rainer Maria Rilke                                                                                     | | Der Exzessor                                                               | 1999 | Vertonung des Gedichts von Rainer Maria Rilke |
| Paradise Now                                                          | Udo Lindenberg | Udo Lindenberg                                                                                         | | Lindenberg                                                                 | 1971 | englisch |
| Phantom                                                               | Udo Lindenberg | Udo Lindenberg                                                                                         | | Keule                                                                      | 1982 | |
| Pimmelkopp!                                                           | Andreas Dombrowski, Christian Weinrank, Lars Severin, Sven Severin, Udo Lindenberg                                                             | | | Single                                                                     | 2001 | Benefiz-Single im Rahmen der Aktion Rock gegen rechte Gewalt zugunsten der Amadeu Antonio Stiftung, der Initiative Gesicht Zeigen! und dem Aussteigerprogramm Exit |
| Piratenfreunde                                                        | Udo Lindenberg | Bea Reszat                                                                                             | | Benjamin                                                                   | 1993 | |
| Plädoyer für Frieden und Vaterland                                    | – | Udo Lindenberg                                                                                         | | Lindstärke 10                                                              | 1983 | Ansage |
| Plan B                                                                | Sandi Strmljan, Justin Balk | Udo Lindenberg, Sera Finale, Sonja "Schwessi" Schwabe, Sandi Strmljan, Justin Balk                     | | Stärker als die Zeit                                                       | 2016 | |
| Die Polizistin                                                        | Udo Lindenberg | Udo Lindenberg                                                                                         | | Und ewig rauscht die Linde                                                 | 1996 | |
| Polyesterliebe                                                        | Udo Lindenberg | Udo Lindenberg                                                                                         | | Radio Eriwahn                                                              | 1985 | |
| Präsidenten-Medley                                                    | siehe Einzelsongs | siehe Einzelsongs                                                                                      | | Panik-Präsident                                                            | 2003 | Medley bestehend aus Jonny Controlletti, Rudi Ratlos, Elli Pyrelli und Honky Tonk Show                                                                             |
| Radio Song                                                            | Udo Lindenberg | Udo Lindenberg                                                                                         | - Unplugged mit Andreas Bourani (2018) | Galaxo Gang                                                                | 1976 | |
| Raketen-Rocker                                                        | Udo Lindenberg, Thomas Kretschmer | Udo Lindenberg                                                                                         | | Panische Zeiten                                                            | 1980 | |
| Rätselhaftes Bielefeld                                                | Udo Lindenberg | Udo Lindenberg                                                                                         | - Live (1978) | Sister King Kong                                                           | 1976 | |
| Ratten                                                                | George Lynch, Mick Brown, Udo Lindenberg | Udo Lindenberg                                                                                         | | Keule                                                                      | 1982 | |
| Reggae Meggi                                                          | Udo Lindenberg | Udo Lindenberg                                                                                         | - Live (1978) | Galaxo Gang                                                                | 1976 | |
|                                                                       | Lennon/McCartney | Horst Königstein, Udo Lindenberg                                                                       | - Live (1979) | Lindenbergs Rock-Revue                                                     | 1978 | Deutschsprachige Version von Penny Lane von den Beatles |
| Reeperbahn                                                            | Udo Lindenberg | Udo Lindenberg                                                                                         | - Live (1990) | Bunte Republik Deutschland                                                 | 1989 | auch: Reeperbahn ’90 |
| Reeperbahn 2011 (What It’s Like)                                      | Erik Schrody, Lennon/McCartney, Udo Lindenberg                                                                                                 | Udo Lindenberg                                                                                         | | MTV Unplugged – Live aus dem Hotel Atlantic                                | 2011 | Duett mit Jan Delay |
| Renate von Stich                                                      | Udo Lindenberg, Hendrik Schaper, Lukas Hilbert, Kieran Hilbert                                                                                 | Udo Lindenberg                                                                                         | - Remixe (1991) | Ich will dich haben                                                        | 1990 | |
| Rhythm-A-Ning (Raubtier)                                              | Thelonious Monk | Udo Lindenberg                                                                                         | | Feuerland                                                                  | 1987 | deutschsprachige Coverversion von Thelonious Monk |
| Riki Masorati                                                         | Olaf Kübler, Udo Lindenberg | Olaf Kübler, Udo Lindenberg                                                                            | - Live (1978) | Panische Nächte                                                            | 1977 | |
| Riskante Spiele                                                       | Karl Allaut, Udo Lindenberg | Karl Allaut, Udo Lindenberg                                                                            | - Neufassung (1996) | Ball Pompös                                                                | 1975 | |
| Rock'n'Roll-Arena in Jena                                             | Jean-Jacques Kravetz, Udo Lindenberg | Jean-Jacques Kravetz, Udo Lindenberg                                                                   | - Live (1983) | Sister King Kong                                                           | 1976 | |
| Rock & Roll Band                                                      | Udo Lindenberg | Udo Lindenberg                                                                                         | - niederländische Version (1978) | Single                                                                     | 1973 | |
| Rock'n'Roller                                                         | Udo Lindenberg | Udo Lindenberg                                                                                         | - Live (1978) - Unplugged (2018) | Galaxo Gang                                                                | 1976 | |
| Rockin' and Rollin'                                                   | Paul Vincent Gunia, Udo Lindenberg | Horst Königstein, Udo Lindenberg                                                                       | | Lindenbergs Rock-Revue                                                     | 1978 | |
| Romeo & Juliaaah                                                      | Udo Lindenberg | Udo Lindenberg                                                                                         | | Panik-Panther                                                              | 1992 | Duett mit Nina Hagen |
| Rudi Ratlos                                                           | Udo Lindenberg | Udo Lindenberg                                                                                         | - engl. Version, 1978 - Rudi Raadloos (niederländische Version, 1978) | Ball Pompös                                                                | 1975 | |
| Russen                                                                | Udo Lindenberg | Barbara Streusand, M. Quietschhafer                                                                    | - Neufassung (1985) | Götterhämmerung                                                            | 1984 | |
| Russisch Roulette                                                     | Udo Lindenberg, Lukas Hilbert, Angelina Maccarone                                                                                              | Udo Lindenberg, Lukas Hilbert, Angelina Maccarone                                                      | | Panik-Panther                                                              | 1992 | |
| Sachliche Romanze                                                     | Udo Lindenberg | Erich Kästner                                                                                          | - andere Version (1988) | I Don't Know Who I Should Belong To                                        | 1987 | Vertonung eines Gedichts von Erich Kästner |
| Sag mir, wo die Blumen sind                                           | Pete Seeger | Max Colpet                                                                                             | | Radio Eriwahn                                                              | 1985 | deutschsprachige Coverversion von Where Have All the Flowers Gone von Pete Seeger. Duett mit Schanna Wladimirowna Bitschewskaja.                                   |
| Salomon (Das hohe Lied)                                               | Hans Peter Ströer | Horst Königstein, Udo Lindenberg                                                                       | | Kosmos                                                                     | 1995 | Bearbeitung des Bibeltextes Hoheslied |
| Salty Dog                                                             | Gary Brooker, Keith Reid | Horst Königstein, Udo Lindenberg                                                                       | | Lindenbergs Rock-Revue                                                     | 1978 | Deutsche Version des Songs von Procol Harum |
| Samenbank                                                             | Hannes Bauer, Jim Voxx, Udo Lindenberg | Udo Lindenberg                                                                                         | | Sündenknall                                                                | 1985 | |
| Sandmännchen                                                          | Jean-Jacques Kravetz, Udo Lindenberg | Jean-Jacques Kravetz, Udo Lindenberg                                                                   | - Unplugged (2018) | Udopia                                                                     | 1981 | |
| Sängerin                                                              | Udo Lindenberg | Udo Lindenberg                                                                                         | | Lindstärke 10                                                              | 1983 | Livesong |
| Satellit City Fighter                                                 | Horst Königstein, John O’Brien-Docker, Udo Lindenberg                                                                                          | Horst Königstein, John O’Brien-Docker, Udo Lindenberg                                                  | - Live (1978) | Sister King Kong                                                           | 1976 | |
| Säuferland                                                            | Udo Lindenberg | Udo Lindenberg                                                                                         | | Belcanto                                                                   | 1997 | mit dem Deutschen Filmorchester Babelsberg |
| Say No                                                                | Udo Lindenberg | Bertolt Brecht, Udo Lindenberg                                                                         | - englische Version (1987) | Phönix                                                                     | 1986 | Vertonung eines Gedichts von Bertolt Brecht |
| Schneewittchen                                                        | Dave King, Ursula Meinecke | Curt Cress, Udo Lindenberg                                                                             | - Live (1978, 1979) | Panische Nächte                                                            | 1977 | |
| Seid willkommen in Berlin                                             | Jean-Jacques Kravetz, Pascal Kravetz | Udi Lindenberg                                                                                         | - Klassik-Version (2000) | Der Exzessor                                                               | 1999 | „Die Hymne zum Jahr 2000“ |
| Sex im Radio                                                          | Udo Lindenberg, Andreas Herbig, Herbert Edgar Boehme                                                                                           | Udo Lindenberg                                                                                         | - Remix (1992) | Panik-Panther                                                              | 1992 | |
| Sex in der Wüste                                                      | Udo Lindenberg, Annette Humpe | y | | Zeitmaschine                                                               | 1998 | Duett mit Annette Humpe |
| The Shadow of Your Smile                                              | Johnny Mandel | Paul Francis Webster                                                                                   | | B-Seite von Germans                                                        | 1984 | Coverversion |
| Sie brauchen keinen Führer                                            | Hendrik Schaper, Udo Lindenberg | Udo Lindenberg                                                                                         | - Neufassung (1985) - Neufassung als Duett mit Peter Maffay (2003) | Götterhämmerung                                                            | 1984 | |
| Sie ist vierzig                                                       | Udo Lindenberg | Udo Lindenberg                                                                                         | - Live (1978, 1979) | Panische Nächte                                                            | 1977 | auch: Sie ist 40 |
| Sie kennen ihre Namen nicht                                           | Hendrik Schaper, Udo Lindenberg | Udo Lindenberg                                                                                         | | Kosmos                                                                     | 1995 | |
| Sie liebten sich gigantisch                                           | Udo Lindenberg | Udo Lindenberg                                                                                         | | Keule                                                                      | 1982 | Duett mit Claudia Immerschöner |
| Sie wollte Liebe                                                      | Charlotte Groenewald, Udo Lindenberg | Charlotte Groenewald, Udo Lindenberg                                                                   | | Götterhämmerung                                                            | 1984 | |
| Sister King Kong                                                      | Udo Lindenberg | Udo Lindenberg                                                                                         | - Live (1978) | Sister King Kong                                                           | 1976 | |
| Der sizilianische Werwolf                                             | Udo Lindenberg | Udo Lindenberg                                                                                         | - Live (1978) | Panische Nächte                                                            | 1977 | |
| Smog Rock                                                             | Jim Voxx, Udo Lindenberg | Charlotte Groenewold, Udo Lindenberg                                                                   | | Sündenknall                                                                | 1985 | |
| So ein Gezappel                                                       | Udo Lindenberg | Udo Lindenberg                                                                                         | | Bunte Republik Deutschland                                                 | 1989 | |
| So oder so ist das Leben                                              | Theo Mackeben | Hans Fritz Beckmann                                                                                    | | Hermine                                                                    | 1988 | Coverversion, populär durch Zarah Leander |
| Soldaten der Liebe                                                    | Lukas Hilbert | Udo Lindenberg                                                                                         | | Kosmos                                                                     | 1995 | |
| Sommerliebe                                                           | Udo Lindenberg | Udo Lindenberg                                                                                         | | Single                                                                     | 1972 | |
| Sonderzug nach Pankow                                                 | Harry Warren | Udo Lindenberg                                                                                         | - Live (1983, 1990) - Neufassung (2003) - Remix (2003, von Blue PM) | Odyssee                                                                    | 1983 | Deutschsprachige Coverversion von Chattanooga Choo Choo vom Glenn Miller Orchestra                                                                                 |
| Spion                                                                 | Udo Lindenberg | Udo Lindenberg                                                                                         | - Spy (englische Version, 1987) | Phönix                                                                     | 1986 | |
| Eine Stadt (Billie’s Bounce) / Medley                                 | Charlie Parker, Medley: Ernst Ströer, Hans P. Ströer, Udo Lindenberg                                                                           | Udo Lindenberg                                                                                         | | Feuerland                                                                  | 1987 | Coverversion von Charlie Parker |
| Stardance                                                             | Udo Lindenberg | Udo Lindenberg                                                                                         | | Lindenberg                                                                 | 1971 | englisch |
| Stark wie zwei                                                        | Udo Lindenberg | Annette Humpe                                                                                          | | Stark wie Zwei                                                             | 2008 | |
| Stärker als die Zeit                                                  | Nino Rota | Udo Lindenberg, Beatrice Reszat                                                                        | | Stärker als die Zeit                                                       | 2016 | Beruht auf dem Thema Der Pate von Nino Rota |
| Stars die niemals untergehen                                          | Udo Lindenberg | Udo Lindenberg                                                                                         | | Atlantic Affairs                                                           | 2002 | |
| Sternenreise                                                          | Udo Lindenberg | Udo Lindenberg                                                                                         | - The Night (englische Version, 1987) - Unplugged (2018) | Phönix                                                                     | 1986 | |
| Sternentaler                                                          | Udo Lindenberg | Udo Lindenberg                                                                                         | | B-Seite von Sonderzug nach Pankow                                          | 1983 | |
| Straßen-Fieber                                                        | Richard Supa | Günter Amendt                                                                                          | - englische Fassung als Street Sense (1981) - Neufassung (2003) | Udopia                                                                     | 1981 | |
| Sündenknall                                                           | Udo Lindenberg | Udo Lindenberg                                                                                         | | Sündenknall                                                                | 1985 | |
| Süße kleine Sechzehn                                                  | Chuck Berry | Horst Königstein, Udo Lindenberg                                                                       | | Lindenbergs Rock-Revue                                                     | 1978 | |
| Süße Lippen                                                           | Jean-Jacques Kravetz, Pascal Kravetz | Udo Lindenberg                                                                                         | | Der Exzessor                                                               | 1999 | |
| Süße Sucht                                                            | Mark Spiro, Peter Weihe, Curt Cress | Udo Lindenberg                                                                                         | | Benjamin                                                                   | 1993 | |
| Süßes Leben                                                           | Hans Peter Ströer | Horst Königstein                                                                                       | | Kosmos                                                                     | 1995 | |
| Sympathie für den Teufel                                              | Jagger/Richards | Horst Königstein, Udo Lindenberg                                                                       | - Live (1979) | Lindenbergs Rock-Revue                                                     | 1978 | deutschsprachige Version von Sympathy for the Devil von The Rolling Stones                                                                                         |
| Tatort                                                                | | | | MTV Unplugged 2 – Live vom Atlantik                                        | 2018 | Instrumental der Titelmelodie des Tatorts |
| Teddi                                                                 | Udo Lindenberg | Udo Lindenberg                                                                                         | - Live (1978) | Panische Nächte                                                            | 1977 | Mit Ted Herold |
| Der Teufel ist los                                                    | Udo Lindenberg | Udo Lindenberg                                                                                         | - Live (1978) | Sister King Kong                                                           | 1976 | deutschsprachige Version von Sweet Little Sixteen von Chuck Berry                                                                                                  |
| The Children of Your Children Won’t Even Know Your Name               | Udo Lindenberg | | | Lindenberg                                                                 | 1971 | englisch |
| They’re Coming                                                        | Udo Lindenberg, Dave King | Udo Lindenberg, Dave King                                                                              | | Berlin (EP)                                                                | 1981 | |
| Tief im Süden                                                         | Udo Lindenberg | Udo Lindenberg                                                                                         | | Panik-Udo                                                                  | 1976 | B-Seite der Single Rock’n’Roll-Band |
| Totales Paradies                                                      | Udo Lindenberg | Udo Lindenberg                                                                                         | | Sündenknall                                                                | 1985 | |
| Turn Away                                                             | Michael Jurischt | Steffen Gnauck                                                                                         | | Live in Leipzig                                                            | 1990 | Coverversion des Songs von Charlie |
| Tutti Frutti                                                          | Dorothy La Bostrie, Richard Penniman | Horst Königstein, Udo Lindenberg                                                                       | | Lindenbergs Rock-Revue                                                     | 1978 | deutschsprachige Version des Songs von Little Richard |
| Über uns der Himmel                                                   | Theo Mackeben | Michael Freytag                                                                                        | | Reichshauptstadt – privat (Soundtrack)                                     | 1987 | Soundtrack, zusammen mit Uwe Wegner und den Ströer Bros. |
| Udo on the Rocks                                                      | Curt Cress, Dave King, Kristian Schultze, Olaf Kübler, Paul Vincent, Udo Lindenberg                                                            | Curt Cress, Dave King, Kristian Schultze, Olaf Kübler, Paul Vincent, Udo Lindenberg                    | - Live (1978) | Sister King Kong                                                           | 1976 | |
| Und es sind die finsteren Zeiten                                      | Hanns Eisler | Bertolt Brecht                                                                                         | - Neufassung (2002)– | Hermine                                                                    | 1988 | Coverversion, aus den Svendborger Gedichten von Bertolt Brecht |
| Und trotzdem lieb ich dich so sehr                                    | Udo Lindenberg, Jean-Jacques Kravetz, Pascal Kravetz                                                                                           | Udo Lindenberg, Jean-Jacques Kravetz, Pascal Kravetz                                                   | | Der Exzessor                                                               | 1999 | Duett mit Dorkas Kiefer |
| Und über uns der Himmel                                               | Theo Mackeben | Michael Freytag                                                                                        | | Hermine                                                                    | 1988 | Coverversion, populär durch Hans Albers |
| Unterm Säufermond                                                     | Michel Legrand | Udo Lindenberg, Horst Königstein                                                                       | - Orchesterfassung (mit dem Deutschen Filmorchester Babelsberg, 1997) - Unplugged (2011)                                                                                          | Gustav                                                                     | 1991 | deutschsprachige Coverversion von The Windmills of Your Mind von Michel Legrand, populär durch Noel Harrison                                                       |
| Urmensch                                                              | George Lynch, Mick Brown | Udo Lindenberg                                                                                         | | Keule                                                                      | 1982 | |
| Verbotene Stadt                                                       | Till Brönner | Angelina Maccarone, Doris Decker                                                                       | | Stark wie Zwei                                                             | 2008 | |
| Verdammt wir müssen raus aus dem Dreck                                | Barry Mann, Cynthia Weil | Horst Königstein, Udo Lindenberg                                                                       | - Live (1979, mit Eric Burdon) | Lindenbergs Rock-Revue                                                     | 1978 | Deutsche Version von We've Gotta Get Out of This Place von The Animals                                                                                             |
| Verführung von Engeln                                                 | | | | Zeitmaschine                                                               | 1998 | |
| Vom Opfer zum Täter                                                   | Hendrik Schaper, Udo Lindenberg | Angelina Maccarone, Udo Lindenberg                                                                     | | Bunte Republik Deutschland                                                 | 1989 | |
| Vopo                                                                  | Udo Lindenberg | Udo Lindenberg                                                                                         | | CasaNova                                                                   | 1988 | Duett mit Nina Hagen |
| Votan Wahnwitz                                                        | Peter Herbolzheimer; Udo Lindenberg | Peter Herbolzheimer; Udo Lindenberg                                                                    | - engl. Version, 1976 - Votan Waanzin (niederländische Version, 1978) - Live (1978)                                                                                               | Votan Wahnwitz                                                             | 1975 | |
| Wanderin' Man                                                         | | | | Panik-Udo                                                                  | 1976 | |
| Was hat die Zeit mit uns gemacht                                      | Simon Triebel | Udo Lindenberg, Simon Triebel, Arezu Weitholz                                                          | - Unplugged (2011) | Stark wie Zwei                                                             | 2008 | |
| We Could Be Friends                                                   | Udo Lindenberg, Andy Marx | Udo Lindenberg, Andy Marx                                                                              | | Lindenberg                                                                 | 1971 | englisch |
| We’ve Had Our Time                                                    | Udo Lindenberg | Udo Lindenberg                                                                                         | | Lindenberg                                                                 | 1971 | englisch |
| Weißt du wieviel Sternlein stehen?                                    | Hendrik Schaper (Arrangement) | Volkslied                                                                                              | | ma                                                                         | 1989 | Coverversion eines bekannten Volksliedes |
| Die Welt ist prima                                                    | Udo Lindenberg | Udo Lindenberg                                                                                         | - Live (1978) | Galaxo Gang                                                                | 1975 | |
| Weltreise                                                             | Udo Lindenberg | Udo Lindenberg                                                                                         | | Gustav                                                                     | 1991 | |
| Wenn die Nachtigall verstummt                                         | Sandi Strmljan, Justin Balk | Udo Lindenberg, Sandi Strmljan, Justin Balk                                                            | | Stärker als die Zeit                                                       | 2016 | |
| Wenn die Sonne hinter den Dächern versinkt                            | Peter Kreuder | Günther Schwenn                                                                                        | - When the Sun Sets (englische Version, 1987) | Phönix                                                                     | 1986 | Coverversion, populär durch Greta Keller |
| Wenn du durchhängst                                                   | Martin Tingvall, Vince Bahrdt | Udo Lindenberg                                                                                         | - Unplugged (2008, 2018) | Stark wie Zwei                                                             | 2008 | |
| Wenn du gehst                                                         | Martin Tingvall | Udo Lindenberg, Simon Triebel                                                                          | | Stärker als die Zeit                                                       | 2016 | |
| Wenn du mein Kind wärst                                               | Udo Lindenberg | Udo Lindenberg                                                                                         | - Orchesterfassung (mit dem Deutschen Filmorchester Babelsberg, 1997) | CasaNova                                                                   | 1988 | |
| Wenn du mit ihm schläfst                                              | Lukas Hilbert | Angelina Maccarone, Udo Lindenberg                                                                     | | Kosmos                                                                     | 1995 | |
| Wenn ich 64 bin                                                       | Lennon-McCartney | Udo Lindenberg                                                                                         | - Live (1978) | Galaxo Gang                                                                | 1975 | deutsche Version von When I’m Sixty-Four von den Beatles |
| Wenn ich mir was wünschen dürfte                                      | Friedrich Hollaender | Friedrich Hollaender                                                                                   | | Hermine                                                                    | 1988 | Coverversion, populär durch Marlene Dietrich |
| Wie’n alter Freund                                                    | Johannes Hermann Rohde, Robert Papst | Udo Lindenberg                                                                                         | | Feuerland                                                                  | 1987 | |
| Wieder genauso                                                        | Joe Walter, Philipp Klemz | Udo Lindenberg, Joe Walter, Philipp Klemz                                                              | | Udopium – Das Beste                                                        | 2021 | |
| Wir rasen durch’s heute                                               | Udo Lindenberg | Udo Lindenberg                                                                                         | | Sündenknall                                                                | 1985 | |
| Wir wollen doch einfach nur zusammen sein                             | Udo Lindenberg | Udo Lindenberg                                                                                         | - Live (1978, 1990) - Orchesterfassung (mit dem Deutschen Filmorchester Babelsberg, 1997) - Neufassung (2003)                                                                     | Alles klar auf der Andrea Doria                                            | 1973 | |
| Wir ziehen in den Frieden                                             | Alexander Zuckowski, Robin Grubert, Beatrice Reszat                                                                                            | Udo Lindenberg, Beatrice Reszat, Sera Finale, Robin Grubert, Fabian Wege, Alexander Zuckowski          | | MTV Unplugged 2 – Live vom Atlantik                                        | 2018 | mit Kids on Stage |
| Wo ich meinen Hut hinhäng                                             | Udo Lindenberg | Udo Lindenberg                                                                                         | | Gustav                                                                     | 1991 | Intro mit gesprochenem Text |
| Woddy Woddy Wodka                                                     | Martin Tingvall, Vince Bahrdt | Udo Lindenberg                                                                                         | | Stark wie Zwei                                                             | 2008 | |
| Wozu sind Kriege da?                                                  | Udo Lindenberg | Udo Lindenberg                                                                                         | - Live (1981) - Neufassung mit Alla Borissowna Pugatschowa(1985) - Neufassung mit Die Kurzen Hosen (2006) - Unplugged mit Coole Elbstreicher und Juri Voutta (2011)               | Single                                                                     | 1981 | Duett mit Pascal Kravetz |
| You Are My Lucky Star / Du sollst mein Glücksstern sein               | Nacio Herb Brown | Arthur Freed, Charles Amberg                                                                           | | Hermine                                                                    | 1988 | Coverversion, populär durch Gene Kelly |
| You Can’t Run Away                                                    | Bob Marley | Bob Marley                                                                                             | | Zeitmaschine                                                               | 1998 | Coverversion von Bob Marley, feat. Freundeskreis |
| Zeitmaschine                                                          | Udo Lindenberg, Max Herre, Philippe Kayser | Udo Lindenberg, Max Herre, Philippe Kayser                                                             | | Zeitmaschine                                                               | 1998 | mit Freundeskreis |
| Zum 50. Geburtstag Herzlichen Glückwunsch Günter Bräunlich 25.02.1976 | | | | Single                                                                     | 1976 | Promo-Single |
| Zwischen Rhein und Aufruhr                                            | Udo Lindenberg | Udo Lindenberg                                                                                         | | Keule                                                                      | 1982 | |

## Gastbeiträge und andere Projekte
Neben den Werken, die er unter seinem eigenen Künstlernamen und mit dem Panik-Orchester veröffentlichte, war Udo Lindenberg Mitglied verschiedener Bands und Projekte. Auch beteiligte er sich an Liedern anderer Interpreten. Zu Beginn seiner Karriere war er auch als Schlagzeuger auf diversen Jazz-Platten tätig.
| Titel                                                                    | Interpret                       | Komponist                                                                                | Autor                                                                                    | Rolle                                                         | Album                                                    | Jahr | Anmerkungen                                                                             |
| ------------------------------------------------------------------------ | ------------------------------- | ---------------------------------------------------------------------------------------- | ---------------------------------------------------------------------------------------- | ------------------------------------------------------------- | -------------------------------------------------------- | ---- | --------------------------------------------------------------------------------------- |
| Ain’t Nobody                                                             | Mandoki Soulmates               | David Hawk Woinski                                                                       | David Hawk Woinski                                                                       | Hintergrundgesang                                             | BudaBest                                                 | 2013 |                                                                                         |
| All My Love Girl                                                         | Free Orbit                      | Fred Christmann                                                                          | Udo Lindenberg                                                                           | Gesang, Schlagzeug                                            | Free Jazz Goes Underground                               | 1970 | Gesang von Ingeburg Thomsen                                                             |
| All She Left Was the Old Procul-Harum-Record                             | Das Waldemar Wunderbar Syndikat | Udo Lindenberg                                                                           | Udo Lindenberg                                                                           | Synthesizer, Produktion, Mellotron, Gesang (Dada-Dida-Vocals) | I Make You Feel Good                                     | 1976 |                                                                                         |
| Amsterdam                                                                | Free Orbit                      | Frank St. Peter                                                                          | Udo Lindenberg                                                                           | Gesang, Schlagzeug                                            | Free Jazz Goes Underground                               | 1970 |                                                                                         |
| Anfang                                                                   | Vince Bahrdt                    | Vince Bahrdt                                                                             | Vince Bahrdt                                                                             | Featuring                                                     | Mordballasen                                             | 2007 |                                                                                         |
| Ann Toomuch                                                              | Kravetz                         | J. J.Kravetz                                                                             | Udo Lindenberg                                                                           | Gesang, Schlagzeug                                            | Kravetz                                                  | 1972 |                                                                                         |
| Astronauten                                                              | Lukas Hilbert                   | Lukas Hilbert                                                                            | Udo Lindenberg                                                                           | Songwriter, Produzent                                         | Astronauten (Single)                                     | 1991 |                                                                                         |
| Auf Hallige Hooge                                                        | Die Hoogesingers                |                                                                                          |                                                                                          | Schlagzeug                                                    | Holidays auf Hallig Hooge                                | 1969 |                                                                                         |
| Auf Wiedersehen, Tiger                                                   | Ulla Meinecke                   | Mono Gunia, Udo Lindenberg, Ulla Meinecke                                                | Mono Gunia, Udo Lindenberg, Ulla Meinecke                                                | Musiker                                                       | Von toten Tigern und nassen Katzen                       | 1977 |                                                                                         |
| Aufruf zum Frieden                                                       | Various Artists                 | –                                                                                        | Udo Lindenberg                                                                           | Rede                                                          | #Haltung (Statements für eine bessere Gesellschaft)      | 2020 | Sammlung von Reden                                                                      |
| Belalim                                                                  | Sezen Aksu                      | Zülfü Livaneli                                                                           | Sezen Aksu, Zülfü Livaneli                                                               | Featuring                                                     | Sude (Maxi)                                              | 1994 |                                                                                         |
| Big Family                                                               | Free Orbit                      | Udo Lindenberg                                                                           | Udo Lindenberg                                                                           | Gesang, Schlagzeug                                            | Free Jazz Goes Underground                               | 1970 |                                                                                         |
| Bis ans Ende der Welt                                                    | Jean-Jacques Kravetz            | Udo Lindenberg, Jean-Jacques Kravetz, Ulla Meinecke                                      | Udo Lindenberg, Jean-Jacques Kravetz, Ulla Meinecke                                      | Gesang                                                        | Jubilé – 40 Jahre Rock Musik                             | 2008 |                                                                                         |
| Blinded by the Light                                                     | Mandoki Soulmates               | Bruce Springsteen                                                                        | Bruce Springsteen                                                                        | Hintergrundgesang                                             | BudaBest                                                 | 2013 |                                                                                         |
| Bluegrass                                                                | Lonzo                           | Lonzo Westphal                                                                           | Lonzo Westphal                                                                           | Schlagzeug                                                    | …immer macht einer Musik dazu                            | 1975 |                                                                                         |
| Blues-Erguß                                                              | Ulla Meinecke                   | Udo Lindenberg, Ulla Meinecke                                                            | Udo Lindenberg, Ulla Meinecke                                                            | Musiker                                                       | Von toten Tigern und nassen Katzen                       | 1977 |                                                                                         |
| Bones                                                                    | Niagara                         | Gary Unwin                                                                               | Gary Unwin                                                                               | Schlagzeug, Perkussion                                        | S.U.B.                                                   | 1972 |                                                                                         |
| Celebration                                                              | Marius West                     | Peter Hesslein, Roland Klick                                                             | Peter Hesslein, Roland Klick                                                             | Schlagzeug                                                    | Celebration (Single)                                     | 1974 |                                                                                         |
| Cello                                                                    | Clueso                          | Udo Lindenberg                                                                           | Udo Lindenberg                                                                           | Gesang                                                        | Stadtrandlichter Live                                    | 2015 |                                                                                         |
| Cello (MTV Unplugged Live Edit)                                          | Clueso                          | Udo Lindenberg                                                                           | Udo Lindenberg                                                                           | Gesang                                                        | An und für sich                                          | 2011 |                                                                                         |
| Continuation                                                             | Passport                        | Klaus Doldinger                                                                          | Klaus Doldinger                                                                          | Schlagzeug                                                    | Passport                                                 | 1971 |                                                                                         |
| Das kann man ja auch mal so sehen                                        | BAP                             | Steffi Stephan, Thomas Kretschmer, Udo Lindenberg                                        | Udo Lindenberg                                                                           | Gast                                                          | Ahl Männer, aalglatt (Bonus-CD)                          | 2006 | Live Wackersdorf 1986                                                                   |
| Das kann man ja auch mal so sehen (live)                                 | Jutta Weinhold                  | Steffi Stephan, Thomas Kretschmer, Udo Lindenberg                                        | Udo Lindenberg                                                                           | Gast                                                          | Best – Eisbrecher                                        | 2007 |                                                                                         |
| Davy’s on the Road Again                                                 | Mandoki Soulmates               | Jaime Robertson, John Simon                                                              | Jaime Robertson, John Simon                                                              | Hintergrundgesang                                             | BudaBest                                                 | 2013 |                                                                                         |
| Daydream                                                                 | Mandoki Soulmates               | Leslie Mandoki, Laszlo Bencker                                                           | Leslie Mandoki, Laszlo Bencker                                                           | Hintergrundgesang                                             | BudaBest                                                 | 2013 |                                                                                         |
| Denn sie brauchen keinen Führer                                          | BAP                             | Hendrik Schaper, Udo Lindenberg                                                          | Udo Lindenberg                                                                           | Gast                                                          | Ahl Männer, aalglatt (Bonus-CD)                          | 2006 | Live Wackersdorf 1986                                                                   |
| Degeneration                                                             | Doldinger's Motherhood          | Klaus Doldinger, Angie Peanut, K. Tischler                                               | Klaus Doldinger, Angie Peanut, K. Tischler                                               | Gesang, Schlagzeug                                            | Motherhood                                               | 1970 |                                                                                         |
| Der, die, das (Titelmelodie)                                             | Sesamstraße                     | Arbeitsgruppe Sesamstraße, Ingfried Hoffmann, Volker Ludwig                              | Arbeitsgruppe Sesamstraße, Ingfried Hoffmann, Volker Ludwig                              | Schlagzeug                                                    | Sesamstraße: Buch und Schallplatte                       | 1973 |                                                                                         |
| Devil Don’t Get Me                                                       | Doldinger's Motherhood          | Klaus Doldinger, Udo Lindenberg                                                          | Klaus Doldinger, Udo Lindenberg                                                          | Gesang, Schlagzeug                                            | Motherhood                                               | 1970 |                                                                                         |
| Do They Know It's Christmas? (Deutsche Version)                          | Band Aid 30                     | Die Toten Hosen, Tobias Kuhn, Vincent Sorg                                               | Andreas Frege, Marten Laciny, Sebastian Wehlings, Thees Uhlmann                          | Gesang                                                        | Do They Know It's Christmas? (Maxi)                      | 2014 |                                                                                         |
| Du bist wie das Meer                                                     | Freya                           | Udo Lindenberg                                                                           | Udo Lindenberg                                                                           | Songwriter, Produzent                                         | Du bist wie das Meer (Maxi)                              | 1975 |                                                                                         |
| A Dreamer’s Not a Fool                                                   | Mandoki Soulmates               | Laszlo Bencker, Leslie Mandoki                                                           | Laszlo Bencker, Leslie Mandoki                                                           | Hintergrundgesang                                             | BudaBest                                                 | 2013 |                                                                                         |
| Einmal um die ganze Welt                                                 | Karel Gott                      | Karel Gott                                                                               | Jiri Staidl                                                                              | Gastgesang                                                    | Leben                                                    | 2009 |                                                                                         |
| Einsamkeit                                                               | Schönherz & Fleer               | Schönherz & Fleer                                                                        | Rainer Maria Rilke                                                                       | Gesang                                                        | Rilke Projekt - "In Meinem Wilden Herzen"                | 2002 | Duett mit Till Brönner                                                                  |
| England Fähre                                                            | Nissim                          | Hopkins. Ulla Meinecke, Udo Lindenberg                                                   | Hopkins. Ulla Meinecke, Udo Lindenberg                                                   | Produzent, Songwriter                                         | England Fähre (Single)                                   | 1978 |                                                                                         |
| Es lebe die Freundschaft                                                 | Peter Maffay                    | Carl Carlton                                                                             | Gregor Rottschalk                                                                        | Gesang                                                        | Tabaluga - Es lebe die Freundschaft!                     | 2015 |                                                                                         |
| Ex und Hopp Mann                                                         | Ulla Meinecke                   | Udo Lindenberg, Ulla Meinecke                                                            | Udo Lindenberg, Ulla Meinecke                                                            | Musiker                                                       | Von toten Tigern und nassen Katzen                       | 1977 |                                                                                         |
| Exodus                                                                   | Das Waldemar Wunderbar Syndikat | Ernest Gold                                                                              | Ernest Gold                                                                              | Synthesizer, Produktion, Mellotron, Gesang (Dada-Dida-Vocals) | I Make You Feel Good                                     | 1976 |                                                                                         |
| Fano                                                                     | Lonzo                           | Hans Scheibner, Lonzo Westphal                                                           | Hans Scheibner, Lonzo Westphal                                                           | Schlagzeug                                                    | …immer macht einer Musik dazu                            | 1975 |                                                                                         |
| Femina Tausendschön                                                      | Ulla Meinecke                   | Udo Lindenberg, Ulla Meinecke                                                            | Udo Lindenberg, Ulla Meinecke                                                            | Musiker                                                       | Von toten Tigern und nassen Katzen                       | 1977 |                                                                                         |
| Flying Wildmill                                                          | Free Orbit                      | Frank St. Peter                                                                          | Udo Lindenberg                                                                           | Gesang, Schlagzeug                                            | Free Jazz Goes Underground                               | 1970 |                                                                                         |
| Für dich tu ich fast alles                                               | Ulla Meinecke                   | Ulla Meinecke                                                                            | Ulla Meinecke                                                                            | Musiker                                                       | Von toten Tigern und nassen Katzen                       | 1977 |                                                                                         |
| Ganz anders                                                              | Jan Delay                       | Andreas Herbig, Henrik Menzel                                                            | Jan Eißfeldt                                                                             | Featuring                                                     | Wir Kinder vom Bahnhof Soul Live!                        | 2010 |                                                                                         |
| Georgia on My Mind                                                       | Klaus Doldinger's Passport      | Hoagy Carmichael                                                                         | Hoagy Carmichael                                                                         | Gast                                                          | On Stage                                                 | 2008 | Bonus-Video                                                                             |
| Gibli                                                                    | Niagara                         | Klaus Weiss                                                                              | Klaus Weiss                                                                              | Schlagzeug, Perkussion                                        | S.U.B.                                                   | 1972 |                                                                                         |
| Gitarrenlied                                                             | Tell!                           | Beat Hirt                                                                                | Tommy Fortmann                                                                           | Gesang, Rolle: Gitarrist                                      | Tell!                                                    | 1977 |                                                                                         |
| Das Glück und die Liebe (Tu Pars et tu Pleures)                          | Nico und die Mustangs           | Jean Bernard                                                                             | Pierre Sakalakis, deutsch: Peter Lach                                                    | Schlagzeug                                                    | Mrs. Brown / Das Glück und die Liebe (Single)            | 1965 |                                                                                         |
| Gretna Green Divorce Jive (Aufgerollter Schotten-Rock)                   | Das Waldemar Wunderbar Syndikat | Thomas Kretschmer, Udo Lindenberg                                                        | Thomas Kretschmer, Udo Lindenberg                                                        | Synthesizer, Produktion, Mellotron, Gesang (Dada-Dida-Vocals) | I Make You Feel Good                                     | 1976 |                                                                                         |
| The Greatest Stories Are Never Told - German                             | Various Artists                 | Peter Wolf                                                                               | Peter Wolf                                                                               | Gesang                                                        | The Greatest Stories Are Never Told (Single)             | 2010 | Benefiz-Single für das Deutsche Rote Kreuz                                              |
| Der Greis ist heiß                                                       | Klaus Doldinger's Passport      | Andreas Herbig, Jem Peter Seifert                                                        | Udo Lindenberg                                                                           | Gast                                                          | Doldinger                                                | 2016 |                                                                                         |
| Große Freiheit                                                           | Lukas Hilbert                   | Kieran Hilbert, Lukas Hilbert, Udo Lindenberg                                            | Udo Lindenberg                                                                           | Songwriter, Produzent                                         | Astronauten (Single)                                     | 1991 |                                                                                         |
| Die Habsucht                                                             | Vince                           | Vince Bahrdt                                                                             | Vince Bahrdt                                                                             | Featuring                                                     | Tief                                                     | 2011 |                                                                                         |
| Hallo Uri Uno!                                                           | Tell!                           | Beat Hirt                                                                                | Tommy Fortmann                                                                           | Gesang, Rolle: Gitarrist                                      | Tell!                                                    | 1977 | gesungen zusammen mit Jürgen Drews                                                      |
| Hexensabbat                                                              | Passport                        | Klaus Doldinger                                                                          | Klaus Doldinger                                                                          | Schlagzeug                                                    | Passport                                                 | 1971 |                                                                                         |
| Hold the Line                                                            | Mandoki Soulmates               | David Paich                                                                              | David Paich                                                                              | Hintergrundgesang                                             | BudaBest                                                 | 2013 |                                                                                         |
| Holidays auf Hallig Hooge                                                | Die Hoogesingers                |                                                                                          |                                                                                          | Schlagzeug                                                    | Holidays auf Hallig Hooge                                | 1969 |                                                                                         |
| (I Just) Died in Your Arms                                               | Mandoki Soulmates               | Nick Van Eede                                                                            | Nick Van Eede                                                                            | Hiuntergrundgesang                                            | BudaBest                                                 | 2013 |                                                                                         |
| I’d Like to Be a Child Again                                             | Kravetz                         | J. J.Kravetz, Udo Lindenberg                                                             | Udo Lindenberg                                                                           | Gesang, Schlagzeug                                            | Kravetz                                                  | 1972 | Gastgesang von Inga Rumpf                                                               |
| I’ll Make You Love Me                                                    | Free Orbit                      | Udo Lindenberg                                                                           | Udo Lindenberg                                                                           | Gesang, Schlagzeug                                            | Free Jazz Goes Underground                               | 1970 |                                                                                         |
| Ich schlag die Welt kaputt                                               | Punkenstein                     |                                                                                          |                                                                                          | Produzent                                                     | Andere Zeiten – Andere Sitten                            | 2000 |                                                                                         |
| Ich such mir jetzt ne Lange                                              | Lonzo                           | Hans Scheibner, Lonzo Westphal                                                           | Hans Scheibner, Lonzo Westphal                                                           | Schlagzeug                                                    | …immer macht einer Musik dazu                            | 1975 |                                                                                         |
| Im Arsch                                                                 | Jan Delay                       | Jan Delay                                                                                | Jan Delay                                                                                | Featuring                                                     | Mercedes-Dance                                           | 2006 |                                                                                         |
| Immer macht einer Musik dazu                                             | Lonzo                           | Hans Scheibner, Lonzo Westphal                                                           | Hans Scheibner, Lonzo Westphal                                                           | Schlagzeug                                                    | …immer macht einer Musik dazu                            | 1975 |                                                                                         |
| In der Nachbarschaft                                                     | Manfred Maurenbrecher           | Tom Waits                                                                                | Manfred Maurenbrecher                                                                    | Chorgesang                                                    | Viel zu schön                                            | 1985 |                                                                                         |
| Jetzt bist du weg                                                        | Nena                            | Uwe Fahrenkrog-Petersen                                                                  | Nena Kerner                                                                              | Featuring                                                     | Nena feat. Nena                                          | 2002 | Liveversion 2003                                                                        |
| Jetzt bloß nicht erwachen                                                | Lonzo                           | Hans Scheibner, Lonzo Westphal                                                           | Hans Scheibner, Lonzo Westphal                                                           | Schlagzeug                                                    | …immer macht einer Musik dazu                            | 1975 |                                                                                         |
| Kamikazepilot                                                            | Ulla Meinecke                   | Felder, Frey, Henley, Souther                                                            | Udo Lindenberg, Ulla Meinecke                                                            |                                                               | Von toten Tigern und nassen Katzen                       | 1977 |                                                                                         |
| Kattarh                                                                  | Niagara                         | Klaus Weiss                                                                              | Klaus Weiss                                                                              | Schlagzeug, Perkussion                                        | S.U.B.                                                   | 1972 |                                                                                         |
| Keep On Dreaming                                                         | Free Orbit                      | Udo Lindenberg                                                                           | Udo Lindenberg                                                                           | Gesang, Schlagzeug                                            | Free Jazz Goes Underground                               | 1970 |                                                                                         |
| Kikiriti                                                                 | Niagara                         | Gary Unwin                                                                               | Gary Unwin                                                                               | Schlagzeug, Perkussion                                        | S.U.B.                                                   | 1972 |                                                                                         |
| King Kong and His Love Affairs                                           | Das Waldemar Wunderbar Syndikat | Dave King, Thomas Kretschmer, Udo Lindenberg                                             | Dave King, Thomas Kretschmer, Udo Lindenberg                                             | Synthesizer, Produktion, Mellotron, Gesang (Dada-Dida-Vocals) | I Make You Feel Good                                     | 1976 |                                                                                         |
| Kriminal Tango                                                           | Das Waldemar Wunderbar Syndikat | Piero Trombetta                                                                          | Piero Trombetta                                                                          | Synthesizer, Produktion, Mellotron, Gesang (Dada-Dida-Vocals) | I Make You Feel Good                                     | 1976 |                                                                                         |
| Last Days of Summer                                                      | Mandoki Soulmates               | Leslie Mandoki                                                                           | Laszlo Bencker                                                                           | Hintergrundgesang                                             | BudaBest                                                 | 2013 |                                                                                         |
| Lemuria’s Dance                                                          | Passport                        | Klaus Doldinger                                                                          | Klaus Doldinger                                                                          | Schlagzeug                                                    | Passport                                                 | 1971 |                                                                                         |
| Let Me Love You Babe                                                     | Ana Popović Band                |                                                                                          |                                                                                          | Gastgesang                                                    | Bowers & Wilkins Rhythm'n'Blues Festival 2006            | 2007 |                                                                                         |
| Locomotive Breath                                                        | Mandoki Soulmates               | Ian Anderson                                                                             | Ian Anderson                                                                             | Hintergrundgesang                                             | BudaBest                                                 | 2013 |                                                                                         |
| Lucky Man                                                                | Mandoki Soulmates               | Greg Lake                                                                                | Greg Lake                                                                                | Hintergrundgesang                                             | BudaBest                                                 | 2013 |                                                                                         |
| Die Letzten müssen die Ersten sein / Reprise: Wir fahren nach Südamerika | Hans Hartz                      | Christoph Busse                                                                          | Christoph Busse                                                                          | Gesang                                                        | Neuland Suite                                            | 1985 |                                                                                         |
| Lieber Gott                                                              | Marlon & Freunde                | Daniel Biscan, Philip Palm                                                               | Daniel Biscan, Philip Palm                                                               | Hintergrundgesang                                             | Lieber Gott (Maxi)                                       | 2002 | Benefizaktion für die Opfer der Flutkatastrophe 2002                                    |
| Liege-Samba                                                              | Romy Haag                       | Udo Lindenberg                                                                           | Udo Lindenberg                                                                           | Songwriter, Produzent                                         | Liege-Samba (Maxi)                                       | 1977 |                                                                                         |
| Little Froggies                                                          | Lonzo                           | Lonzo Westphal                                                                           | Lonzo Westphal                                                                           | Schlagzeug                                                    | …immer macht einer Musik dazu                            | 1975 |                                                                                         |
| Madhouse Jam                                                             | Passport                        | Klaus Doldinger                                                                          | Klaus Doldinger                                                                          | Schlagzeug                                                    | Passport                                                 | 1971 |                                                                                         |
| Malanga                                                                  | Niagara                         | Keith Forsey, Udo Lindenberg, Klaus Weiss, Cotch Blackmon, Juan Romero, Joe Harris [III] | Keith Forsey, Udo Lindenberg, Klaus Weiss, Cotch Blackmon, Juan Romero, Joe Harris [III] | Schlagzeug                                                    | Niagara                                                  | 1970 |                                                                                         |
| Malen, Pinseln, Streichen, Schmieren (Schlußmusik)                       | Sesamstraße                     | Arbeitsgruppe Sesamstraße, Ingfried Hoffmann, Volker Ludwig                              | Arbeitsgruppe Sesamstraße, Ingfried Hoffmann, Volker Ludwig                              | Schlagzeug                                                    | Sesamstraße: Buch und Schallplatte                       | 1973 |                                                                                         |
| Mafia-Tango (Gestern Nacht wurde ich erschossen)                         | Evelyn Künneke                  | Rudi Bohn, Walter Haas                                                                   | Rudi Bohn, Walter Haas                                                                   | Performer (Konduliert)                                        | Sensationell                                             | 1975 |                                                                                         |
| Master of Time                                                           | Kravetz                         | J. J.Kravetz                                                                             | Udo Lindenberg                                                                           | Gesang, Schlagzeug                                            | Kravetz                                                  | 1972 |                                                                                         |
| Mein Gitarrist                                                           | Romy Haag                       | Udo Lindenberg, Ulla Meinecke                                                            | Udo Lindenberg, Ulla Meinecke                                                            | Songwriter, Produzent                                         | Liege-Samba (Maxi)                                       | 1977 |                                                                                         |
| Meine sieben Nasen                                                       | Evelyn Künneke                  | Rudi Bohn, Walter Haas                                                                   | Rudi Bohn, Walter Haas                                                                   | Performer (Es niest)                                          | Sensationell                                             | 1975 |                                                                                         |
| Melancholie                                                              | Lonzo                           | Lonzo Westphal                                                                           | Lonzo Westphal                                                                           | Schlagzeug                                                    | …immer macht einer Musik dazu                            | 1975 |                                                                                         |
| Men’s Quarrel                                                            | Doldinger's Motherhood          | Klaus Doldinger, Angie Peanut                                                            | Klaus Doldinger, Angie Peanut                                                            | Gesang, Schlagzeug                                            | Motherhood                                               | 1970 |                                                                                         |
| Mit Pfefferminz bin ich dein Prinz                                       | Marius Müller-Westernhagen      | Marius Müller-Westernhagen                                                               | Marius Müller-Westernhagen                                                               | Gastgesang                                                    | MTV Unplugged                                            | 2016 |                                                                                         |
| Nackt im Wind                                                            | Band für Afrika                 | Herbert Grönemeyer                                                                       | Wolfgang Niedecken                                                                       | Gesang                                                        | Nackt im Wind (Single)                                   | 1985 | Benefiz-Single                                                                          |
| Nebelschwadenbilder                                                      | Freundeskreis                   | Martin Welzer, Max Herre, Philippe A. Kayser, Udo Lindenberg                             | Martin Welzer, Max Herre, Philippe A. Kayser, Udo Lindenberg                             | Featuring                                                     | Esperanto                                                | 1999 |                                                                                         |
| Nessaja                                                                  | Peter Maffay                    | Carl Carlton                                                                             | Gregor Rottschalk                                                                        | Gesang                                                        | Tabaluga - Es lebe die Freundschaft!                     | 2015 |                                                                                         |
| Never Felt So Free                                                       | Free Orbit                      | Frank St. Peter                                                                          | Udo Lindenberg                                                                           | Gesang, Schlagzeug                                            | Free Jazz Goes Underground                               | 1970 |                                                                                         |
| Niagara                                                                  | Niagara                         | Klaus Weiss                                                                              | Klaus Weiss                                                                              | Schlagzeug, Perkussion                                        | S.U.B.                                                   | 1972 |                                                                                         |
| Nichts ist so schön wie das Wiedersehen                                  | Lonzo                           | Lonzo Westphal                                                                           | Lonzo Westphal                                                                           | Schlagzeug                                                    | …immer macht einer Musik dazu                            | 1975 |                                                                                         |
| Niemandsland                                                             | Yvonne Catterfeld               | Udo Lindenberg                                                                           | Udo Lindenberg, Angelina Maccarone, Horst Königstein                                     | Featuring                                                     | Von Anfang bis jetzt – The Best Of                       | 2011 |                                                                                         |
| Nostalgia                                                                | Passport                        | Klaus Doldinger                                                                          | Klaus Doldinger                                                                          | Schlagzeug                                                    | Passport                                                 | 1971 |                                                                                         |
| On and On                                                                | Mandoki Soulmates               | Leslie Mandoki, Laszlo Bencker                                                           | Leslie Mandoki, Laszlo Bencker                                                           | Hintergrundgesang                                             | BudaBest                                                 | 2013 |                                                                                         |
| Overdose                                                                 | Marius West                     | Peter Hesslein, Roland Klick                                                             | Peter Hesslein, Roland Klick                                                             | Schlagzeug                                                    | Celebration (Single)                                     | 1974 |                                                                                         |
| Peter Gunn                                                               | Das Waldemar Wunderbar Syndikat | Henry Mancini                                                                            | Henry Mancini                                                                            | Synthesizer, Produktion, Mellotron, Gesang (Dada-Dida-Vocals) | I Make You Feel Good                                     | 1976 |                                                                                         |
| Peter’s Concerto                                                         | Lonzo                           | Lonzo Westphal, Peter Iljitsch Tschaikowsky                                              | Lonzo Westphal, Peter Iljitsch Tschaikowsky                                              | Schlagzeug                                                    | …immer macht einer Musik dazu                            | 1975 |                                                                                         |
| Piratenfreunde                                                           | Kids on Stage                   | Udo Lindenberg                                                                           | Beatrice Reszat                                                                          | Featuring                                                     | Generation Morgen                                        | 2019 |                                                                                         |
| PKW                                                                      | Damion Davis                    | Damion Davis                                                                             | Damion Davis                                                                             | Featuring                                                     | Forever Ying                                             | 2016 |                                                                                         |
| Punkstar                                                                 | Punkenstein                     |                                                                                          |                                                                                          | Produzent                                                     | Andere Zeiten – Andere Sitten                            | 2000 |                                                                                         |
| Rosanna                                                                  | Mandoki Soulmates               | David Paich                                                                              | David Paich                                                                              | Hintergrundgesang                                             | BudaBest                                                 | 2013 |                                                                                         |
| Routes                                                                   | Kravetz                         | J. J.Kravetz, Udo Lindenberg                                                             | –                                                                                        | Schlagzeug                                                    | Kravetz                                                  | 1972 |                                                                                         |
| S.U.B.                                                                   | Niagara                         | Klaus Weiss                                                                              | Klaus Weiss                                                                              | Schlagzeug, Perkussion                                        | S.U.B.                                                   | 1972 |                                                                                         |
| Sag uns                                                                  | Tell!                           | Beat Hirt                                                                                | Tommy Fortmann                                                                           | Gesang, Rolle: Gitarrist                                      | Tell!                                                    | 1977 | Gesungen zusammen mit Su Kramer, Jürgen DrewsAlexis Korner, Jackie Carter und Romy Haag |
| Sangandongo                                                              | Niagara                         | Keith Forsey, Udo Lindenberg, Klaus Weiss, Cotch Blackmon, Juan Romero, Joe Harris [III] | Keith Forsey, Udo Lindenberg, Klaus Weiss, Cotch Blackmon, Juan Romero, Joe Harris [III] | Schlagzeug                                                    | Niagara                                                  | 1970 |                                                                                         |
| Sänger                                                                   | Freya                           | Udo Lindenberg                                                                           | Udo Lindenberg                                                                           | Songwriter, Produzent                                         | Du bist wie das Meer (Maxi)                              | 1975 |                                                                                         |
| Scarborough Man, That Was Not Fair                                       | Das Waldemar Wunderbar Syndikat | traditionell                                                                             | traditionell                                                                             | Synthesizer, Produktion, Mellotron, Gesang (Dada-Dida-Vocals) | I Make You Feel Good                                     | 1976 |                                                                                         |
| Schirokko                                                                | Passport                        | Klaus Doldinger                                                                          | Klaus Doldinger                                                                          | Schlagzeug                                                    | Passport                                                 | 1971 |                                                                                         |
| See You at the Rum-Bar                                                   | Das Waldemar Wunderbar Syndikat | Steffi Stephan, Thomas Kretschmer, Udo Lindenberg                                        | Steffi Stephan, Thomas Kretschmer, Udo Lindenberg                                        | Synthesizer, Produktion, Mellotron, Gesang (Dada-Dida-Vocals) | I Make You Feel Good                                     | 1976 |                                                                                         |
| Sein Song                                                                | Clueso                          | Christoph Bernewitz, Thomas Hübner                                                       | Marcel Aue, Paul Tetzlaff, Thomas Hübner                                                 | Gastgesang                                                    | Stadtrandlichter                                         | 2014 |                                                                                         |
| Sie brauchen keinen Führer                                               | Peter Maffay                    | Hendrik Schaper, Udo Lindenberg                                                          | Udo Lindenberg                                                                           | Gesang                                                        | Und…                                                     | 2020 |                                                                                         |
| Song of Dying                                                            | Doldinger's Motherhood          | Klaus Doldinger, Udo Lindenberg                                                          | Klaus Doldinger, Udo Lindenberg                                                          | Gesang, Schlagzeug                                            | Motherhood                                               | 1970 |                                                                                         |
| Soul Beat                                                                | Jailhouse Jazzmen               |                                                                                          |                                                                                          | Schlagzeug                                                    | 25 Jahre. Drei Platten 1956-1981                         | 1981 |                                                                                         |
| Die Stadt mit der Nase im Wind                                           | Hamburg Allstars                | Martin Lingnau                                                                           | Edith Jeske                                                                              | Gesang                                                        | Die Stadt mit der nase im Wind – Das Hamburg-Lied (Maxi) | 2001 |                                                                                         |
| Star aus Papier                                                          | Nissim                          | Ulla Meinecke, Udo Lindenberg                                                            | Ulla Meinecke, Udo Lindenberg                                                            | Produzent, Songwriter                                         | England Fähre (Single)                                   | 1978 |                                                                                         |
| Sunshine of Your Love                                                    | Mandoki Soulmates               | Eric Clapton, Ginger Baker, Jack Bruce                                                   | Eric Clapton, Ginger Baker, Jack Bruce                                                   | Hintergrundgesang                                             | BudaBest                                                 | 2013 |                                                                                         |
| Svenska Flicka                                                           | Das Waldemar Wunderbar Syndikat | traditionell                                                                             | traditionell                                                                             | Synthesizer, Produktion, Mellotron, Gesang (Dada-Dida-Vocals) | I Make You Feel Good                                     | 1976 |                                                                                         |
| Swinging Fiddle                                                          | Lonzo                           | Lonzo Westphal                                                                           | Lonzo Westphal                                                                           | Schlagzeug                                                    | …immer macht einer Musik dazu                            | 1975 |                                                                                         |
| Tango an der Wand                                                        | Tom Robinson                    | Tom Robinson, Horst Königstein                                                           | Tom Robinson, Horst Königstein                                                           | Hintergrundgesang                                             | Last Tango                                               | 1989 |                                                                                         |
| Tell, was wär' passiert?                                                 | Tell!                           | Beat Hirt                                                                                | Tommy Fortmann                                                                           | Gesang, Rolle: Gitarrist                                      | Tell!                                                    | 1977 | gesungen zusammen mit Jürgen Drews                                                      |
| Terra Incognita                                                          | Niagara                         | Christian Schultze                                                                       | Christian Schultze                                                                       | Schlagzeug, Perkussion                                        | S.U.B.                                                   | 1972 |                                                                                         |
| Thank You                                                                | Mandoki Soulmates               | Leslie Mandoki, Laszlo Bencker                                                           | Leslie Mandoki, Laszlo Bencker                                                           | Hintergrundgesang                                             | BudaBest                                                 | 2013 |                                                                                         |
| Träumerei                                                                | Lonzo                           | Hans Scheibner, Lonzo Westphal                                                           | Hans Scheibner, Lonzo Westphal                                                           | Schlagzeug                                                    | …immer macht einer Musik dazu                            | 1975 |                                                                                         |
| Über sieben Brücken mußt du gehn                                         | Mandoki Soulmates               | Ulrich Swillms                                                                           | Helmut Richter                                                                           | Hintergrundgesang                                             | BudaBest                                                 | 2013 |                                                                                         |
| Uranus                                                                   | Passport                        | Klaus Doldinger                                                                          | Klaus Doldinger                                                                          | Schlagzeug                                                    | Passport                                                 | 1971 |                                                                                         |
| Was hat er dir zu bieten, außer, daß er dich nicht verlässt              | Ulla Meinecke                   | Udo Lindenberg, Ulla Meinecke                                                            | Udo Lindenberg, Ulla Meinecke                                                            | Musiker                                                       | Von toten Tigern und nassen Katzen                       | 1977 |                                                                                         |
| What Color Has the Soul                                                  | Free Orbit                      | Frank St. Peter                                                                          | Udo Lindenberg                                                                           | Gesang, Schlagzeug                                            | Free Jazz Goes Underground                               | 1970 |                                                                                         |
| When the Dream Is Over                                                   | Kravetz                         | J. J.Kravetz                                                                             | Udo Lindenberg                                                                           | Gesang, Schlagzeug                                            | Kravetz                                                  | 1972 |                                                                                         |
| White Cliffs of California                                               | Das Waldemar Wunderbar Syndikat | traditionell                                                                             | traditionell                                                                             | Synthesizer, Produktion, Mellotron, Gesang (Dada-Dida-Vocals) | I Make You Feel Good                                     | 1976 |                                                                                         |
| Wilhelm Tell                                                             | Tell!                           | Beat Hirt                                                                                | Tommy Fortmann                                                                           | Gesang, Rolle: Gitarrist                                      | Tell!                                                    | 1977 | Gesungen zusammen mit Alexis Korner, Jackie Carter und Romy Haag                        |
| Willst du mit mir gehen?                                                 | Die Hoogesingers                |                                                                                          |                                                                                          | Schlagzeug                                                    | Holidays auf Hallig Hooge                                | 1969 |                                                                                         |
| Willy ’55                                                                | Lonzo                           | Ulf Krüger, Lonzo Westphal                                                               | Ulf Krüger, Lonzo Westphal                                                               | Schlagzeug                                                    | …immer macht einer Musik dazu                            | 1975 |                                                                                         |
| Wo wir leis den Wellenrauschen lauschen                                  | Die Hoogesingers                |                                                                                          |                                                                                          | Schlagzeug                                                    | Holidays auf Hallig Hooge                                | 1969 |                                                                                         |
| World of Illusion                                                        | Free Orbit                      | Frank St. Peter                                                                          | Udo Lindenberg                                                                           | Gesang, Schlagzeug                                            | Free Jazz Goes Underground                               | 1970 |                                                                                         |
| Wunder geschehen                                                         | Nena                            | Nena Kerner                                                                              | Nena Kerner                                                                              | Featuring                                                     | Nena feat. Nena                                          | 2002 |                                                                                         |
| You Got It                                                               | Free Orbit                      | Udo Lindenberg                                                                           | Udo Lindenberg                                                                           | Gesang, Schlagzeug                                            | Free Jazz Goes Underground                               | 1970 |                                                                                         |
| You’re the Voice                                                         | Mandoki Soulmates               | Andy Qunta, Chris Thompson, Keith Reid, Maggie Ryder                                     | Andy Qunta, Chris Thompson, Keith Reid, Maggie Ryder                                     | Hintergrundgesang                                             | BudaBest                                                 | 2013 |                                                                                         |
| Zocker                                                                   | Ulla Meinecke                   | Udo Lindenberg, Ulla Meinecke                                                            | Udo Lindenberg, Ulla Meinecke                                                            | Musiker                                                       | Von toten Tigern und nassen Katzen                       | 1977 |                                                                                         |